# قسنطينة
قسنطينة (باللغات الأمازيغية: ⵇⵙⵏⵟⵉⵏⴰ) هي مدينة جزائرية وثالث أكبر مدنها بعد كل من الجزائر العاصمة ووهران، تسمى مدينة الجسور المعلقة وهي عاصمة الشرق الجزائري، وتعتبر من كبريات مدن الجزائر تعدادًا، يطلق عليها عدة تسميات منها «مدينة الصخر العتيق» نسبة للصخر المبني فوقه المدينة وسيرتا اسمها النوميدي، أم الحواضر باعتبار أن قسنطينة من أقدم المدن في العالم وتعاقبت عليها عدة حضارات، تتميز المدينة القديمة بكونها مبنية على صخرة من الكلس الصلب، مما أعطاها منظرًا فريدًا.
قسنطينة، هي مدينة مهمة في تاريخ البحر المتوسط حيث كانت قديمًا سيرتا عاصمة نوميديا من 300 قبل الميلاد في 46 قبل الميلاد. ثم أصبحت تحت السيطرة الرومانية بعد ذلك. حصلت على اسمها الحالي منذ 313 نسبة إلى الإمبراطور قسطنطين العظيم.
للعبور من ضفة إلى أخرى شُيّد عبر العصور عدة جسور، فأصبحت قسنطينة تضم أكثر من 8 جسور بعضها تحطم لانعدام الترميم، وبعضها ما زال يصارع الزمن، لذا سميت قسنطينة مدينة الجسور المعلقة. يمر وادي الرمال على مدينة قسنطينة القديمة وتعلوه الجسور على ارتفاعات تفوق 200 متر.
نظمت مدينة قسنطينة تظاهرة عاصمة الثقافة العربية 2015، وقد انطلقت في أبريل 2015 واختتمت في 16 أبريل 2016 عرفت فيها المدينة تنظيم عدة مهرجانات وتفاعلات من طرف الوفود العربية المشاركة، أغلبها نظم بالتحفة المعمارية الجديدة قاعة أحمد باي (زينيت قسنطينة).

## الجغرافيا

### تضاريس
تتموقع المدينة على التضاريس التي تتميز بطبوغرافيا وعرة للغاية، وتتميز بتداخل من الهضاب والتلال والانخفاضات والانهيارات المفاجئة للمنحدرات، مما يعطي موقعًا غير الجناس.

تمتد المدينة على هضبة صخرية على ارتفاع 649 م، معزولة عن المناطق المحيطة بها بممرات عميقة حيث يسيل وادي الرمال الذي يعزلها، ومن الشرق والشمال يهيمن كل من جبل الوحش وجبل سيدي مسيد على ارتفاع 300 م ومن الغرب نجد حوض الحامة. اختيار هذا الموقع هو في المقام الأول هو من باب الاستراتيجية الدفاعية. في المنطقة المحيطة بها، تتمتع المنطقة بأراضي خصبة.

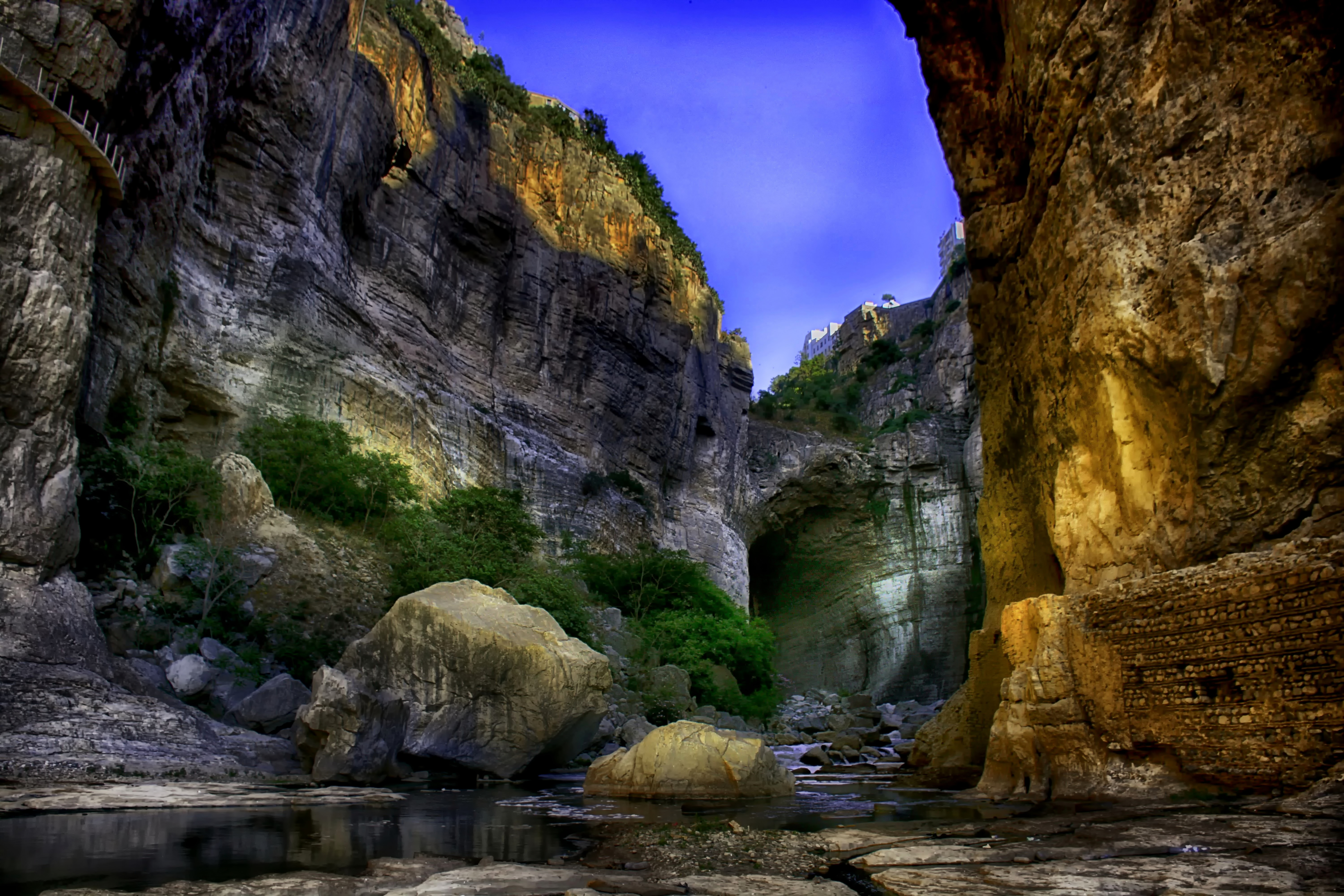
منظر لوادي الرمال.
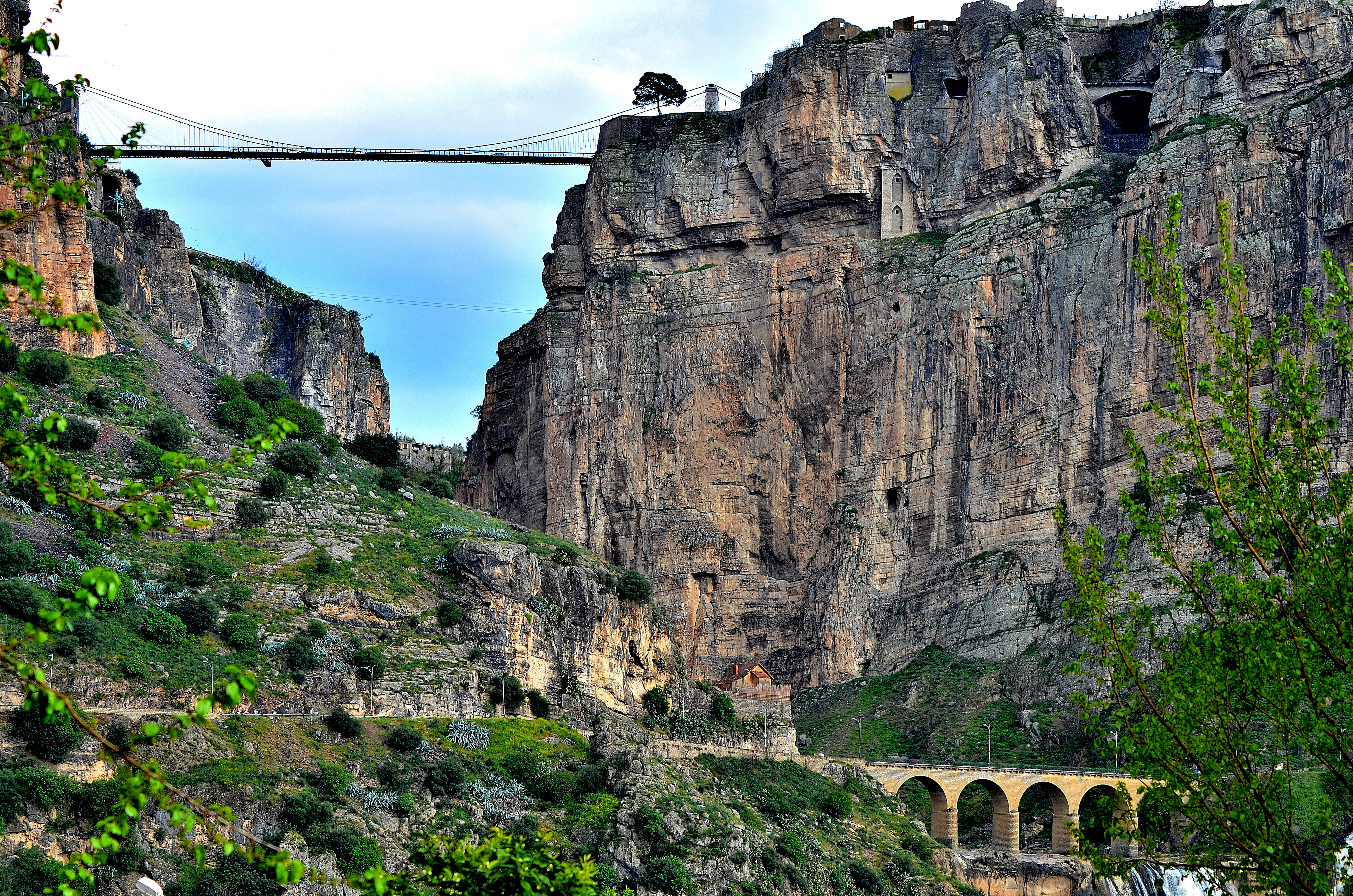
منظر لوادي الرمال والجسور الثلاثة.
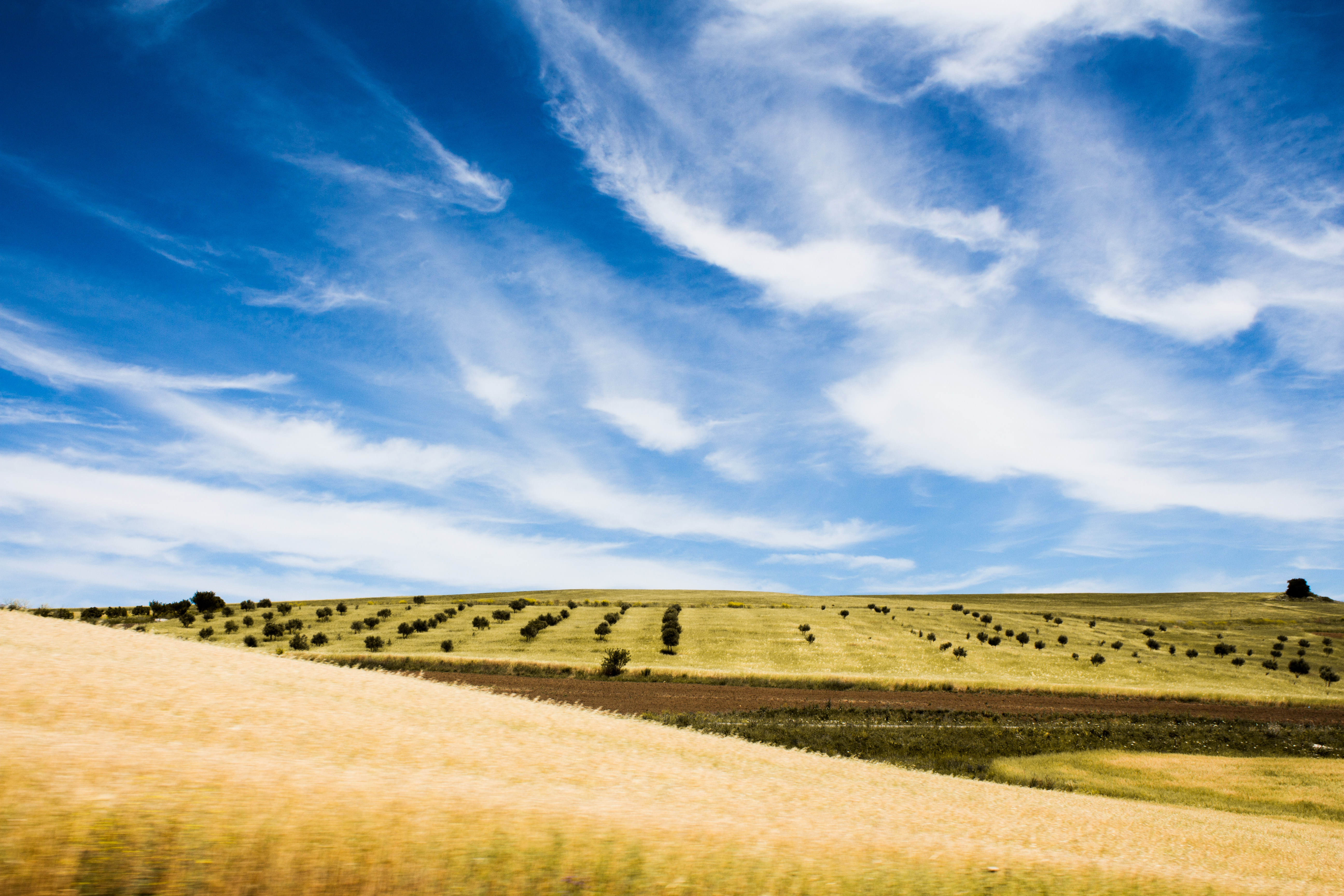
الريف بالقرب من قسنطينة. مايو 2016.

### الطقس
وتتميز المنطقة بمناخ قاري تتراوح درجات الحرارة فيه من الحارة إلى المعتدلة صيفا، إلى الباردة الشتاء مع تساقط لبعض الثلوج أحيانا.
| البيانات المناخية لـقسنطينة                                                                                | البيانات المناخية لـقسنطينة | البيانات المناخية لـقسنطينة | البيانات المناخية لـقسنطينة | البيانات المناخية لـقسنطينة | البيانات المناخية لـقسنطينة | البيانات المناخية لـقسنطينة | البيانات المناخية لـقسنطينة | البيانات المناخية لـقسنطينة | البيانات المناخية لـقسنطينة | البيانات المناخية لـقسنطينة | البيانات المناخية لـقسنطينة | البيانات المناخية لـقسنطينة | البيانات المناخية لـقسنطينة |
| الشهر | يناير                       | فبراير                      | مارس                        | أبريل                       | مايو                        | يونيو                       | يوليو                       | أغسطس                       | سبتمبر                      | أكتوبر                      | نوفمبر                      | ديسمبر                      | المعدل السنوي               |
| --- | --------------------------- | --------------------------- | --------------------------- | --------------------------- | --------------------------- | --------------------------- | --------------------------- | --------------------------- | --------------------------- | --------------------------- | --------------------------- | --------------------------- | --------------------------- |
| الدرجة القصوى °م (°ف)                                                                                      | 23.3 (73.9)                 | 27.0 (80.6)                 | 32.1 (89.8)                 | 34.3 (93.7)                 | 39.0 (102.2)                | 42.6 (108.7)                | 43.5 (110.3)                | 44.0 (111.2)                | 41.2 (106.2)                | 37.0 (98.6)                 | 28.0 (82.4)                 | 27.7 (81.9)                 | 44.0 (111.2)                |
| متوسط درجة الحرارة الكبرى °م (°ف)                                                                          | 11.5 (52.7)                 | 13.0 (55.4)                 | 14.9 (58.8)                 | 18.2 (64.8)                 | 23.1 (73.6)                 | 28.6 (83.5)                 | 33.0 (91.4)                 | 32.7 (90.9)                 | 28.1 (82.6)                 | 22.2 (72.0)                 | 16.6 (61.9)                 | 12.3 (54.1)                 | 21.2 (70.1)                 |
| المتوسط اليومي °م (°ف)                                                                                     | 7.1 (44.8)                  | 8.1 (46.6)                  | 9.6 (49.3)                  | 12.4 (54.3)                 | 16.6 (61.9)                 | 21.5 (70.7)                 | 25.2 (77.4)                 | 25.2 (77.4)                 | 21.4 (70.5)                 | 16.4 (61.5)                 | 11.4 (52.5)                 | 7.9 (46.2)                  | 15.2 (59.4)                 |
| متوسط درجة الحرارة الصغرى °م (°ف)                                                                          | 2.6 (36.7)                  | 3.1 (37.6)                  | 4.2 (39.6)                  | 6.5 (43.7)                  | 10.0 (50.0)                 | 14.3 (57.7)                 | 17.3 (63.1)                 | 17.6 (63.7)                 | 14.7 (58.5)                 | 10.5 (50.9)                 | 6.1 (43.0)                  | 3.4 (38.1)                  | 9.2 (48.6)                  |
| أدنى درجة حرارة °م (°ف)                                                                                    | −6.0 (21.2)                 | −7.6 (18.3)                 | −4.0 (24.8)                 | −2.2 (28.0)                 | 1.0 (33.8)                  | 4.0 (39.2)                  | 6.7 (44.1)                  | 10.0 (50.0)                 | 7.0 (44.6)                  | 2.0 (35.6)                  | −4.0 (24.8)                 | −5.0 (23.0)                 | −7.6 (18.3)                 |
| الهطول مم (إنش)                                                                                            | 66.6 (2.62)                 | 58.3 (2.30)                 | 61.8 (2.43)                 | 53.2 (2.09)                 | 41.5 (1.63)                 | 20.9 (0.82)                 | 8.9 (0.35)                  | 12.2 (0.48)                 | 36.4 (1.43)                 | 38.4 (1.51)                 | 43.5 (1.71)                 | 71.1 (2.80)                 | 512.8 (20.17)               |
| متوسط الأيام الممطرة (≥ 1 mm)                                                                              | 7                           | 5                           | 5                           | 6                           | 4                           | 4                           | 0                           | 2                           | 4                           | 5                           | 6                           | 5                           | 53                          |
| متوسط الأيام المثلجة (≥ 1 cm)                                                                              | 1                           | 1                           | 0                           | 0                           | 0                           | 0                           | 0                           | 0                           | 0                           | 0                           | 0                           | 0                           | 2                           |
| متوسط الرطوبة النسبية (%)                                                                                  | 79.9                        | 77.3                        | 73.1                        | 72.6                        | 68.0                        | 55.8                        | 48.8                        | 52.9                        | 65.9                        | 69.3                        | 75.8                        | 79.7                        | 68.3                        |
| المصدر #1: الإدارة الوطنية للمحيطات والغلاف الجوي (فترة : 1961–1990)                                       |                             |                             |                             |                             |                             |                             |                             |                             |                             |                             |                             |                             |                             |
| المصدر #2: climatebase.ru (الدرجات القصوى، الرطوبة) المصدر الثالث : Climate Zone (الأيام الممطرة والمثلجة) |                             |                             |                             |                             |                             |                             |                             |                             |                             |                             |                             |                             |                             |

### الموقع
تقع مدينة قسنطينة في مركز الشرق الجزائري على بعد نحو 400 كيلومتر عن الجزائر العاصمة، وتقوم المدينة القديمة على صخرة من الكلس القاسي ويشقها واد سحيق يعرف بوادي الرمال.

## التاريخ

### ما قبل التاريخ
احتل الإنسان منطقة قسنطينة في وقت مبكر جدًا ، وقد تم العثور على أدوات ما قبل التاريخ على هضبة المنصورة وفي أولاد رحمون. كان العاتري حاضرا في جبل الوحش ، في كهفي موفلون وبير. ترك كل من الإيبيرية والقبصية بعض الآثار ، لكن في العصر الحجري الحديث بشكل خاص شهدت كهوف المنطقة احتلالًا كبيرًا.

سكن البربر الباليو في نفس الأماكن خلال الألفية الأولى قبل الميلاد. وشيدت آثارًا مغليثية ، في واد الرمال

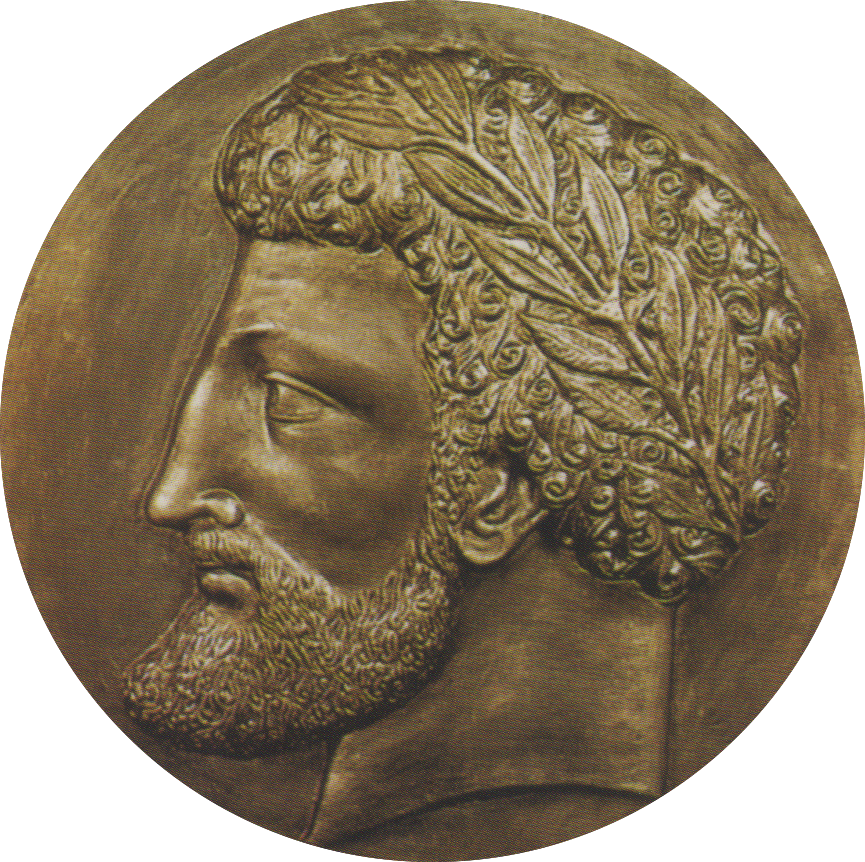
الملك النوميدي ماسينيسا

### الحقبة البونيقية
بدأ تاريخ المنطقة مع الفينيقين واستيطانهم للمنطقة. وينسب تأسيس مدينة قسنطينة للتجار الفينيقيين وقد طورها الرومان لاحقا. وكان اسمها القديم هو (سيرتا) وكان القرطاجيون يسمونها (ساريم باتيم).

### الحقبة النوميدية
اشتهرت «سيرتا» الاسم القديم لقسنطينة - لأول مرة عندما اتخذها الملك النوميدي ماسينيسا ملك نوميديا عاصمة مملكته. عرفت المدينة بعدها حصار يوغرطة الذي رفض تقسيم مملكة أبيه إلى ثلاثة أقسام، بفضل دعم الرومان وبعد حصار دام خمسة أشهر اقتحم تحصينات المدينة واستولى عليها. عادت سيرتا لتحيا مجدًا جديدًا مع يوغرطة ملك نوميديا الجديد والذي استطاع أن يتفادى انقسام المملكة إلى ثلاثة ممالك.[بحاجة لمصدر]

### الحقبة الرومانية

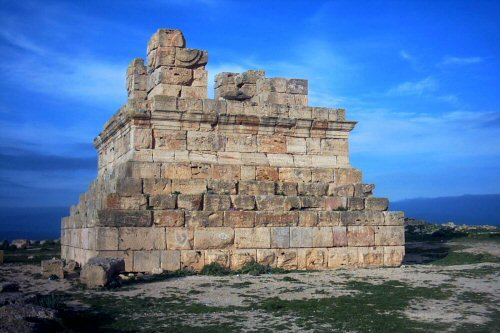
قبر الملك النوميدي ماسينيسا

دخلت المدينة بعدها تحت سلطة الرومان. أثناء العهد البيزنطي تمردت سنة 311 م على السلطة المركزية فاجتاحتها القوات الرومانية من جديد وأمر الإمبراطور ماكسيناس بتخريبها وتم إعادة بنائها في عهد قسطنطين.
أعاد الإمبراطور قسطنطين بنائها عام 313 م. وأخذت اسمه وحور هذا الاسم عربيا إلى قسنطينة. عرفت ابتداء من سنة 429 م غزو قبائل الوندال التي انطلقت من أواسط أوروبا وتحديدات من النمسا وألمانيا وسويسرا والتي جابهها الملك البيزنطي جيستيان في معركة حاسمة بجبال «إيدوغ» إلى الغرب من مدينة عنابة وانتصر عليها انتصارا كبيرا فتفرقت جموعها هربا بين جبال القبائل الصغرى ومنطقة قالمة.

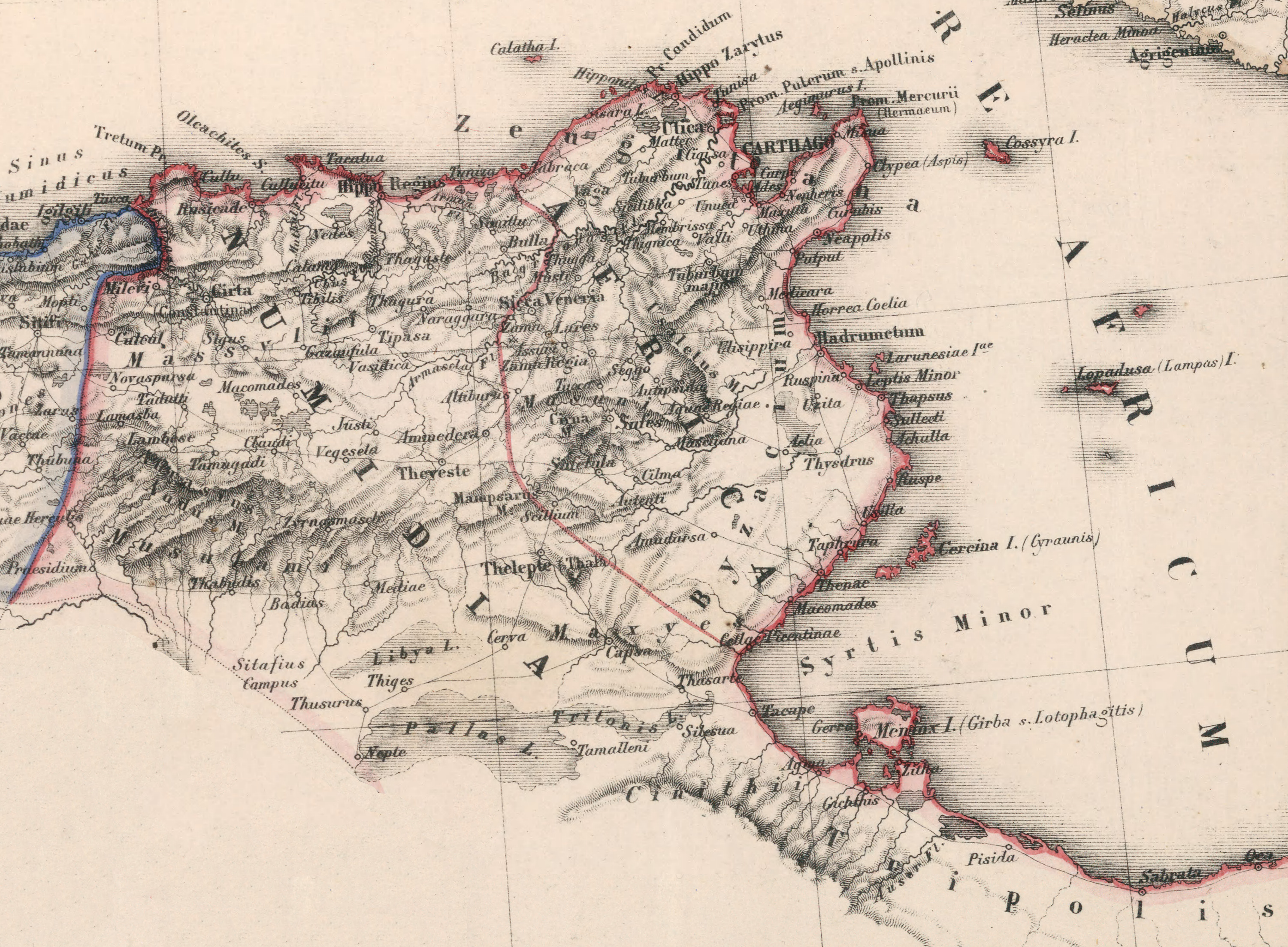
خريطة نوميدية تبين موقع سيرتا (قسنطينة)

### العهد الإسلامي
مع دخول المسلمين إلى شمال أفريقيا عرفت المدينة نوعًا من الاستقلال فكان أهلها يتولون شؤونهم بأنفسهم حتى القرن التاسع. وفي القرن الثاني عشر عرفت المنطقة قدوم القبائل الهلالية على المقاطعة التي كانت تشمل الشرق الجزائري وبمساحة كبيرة جدا.

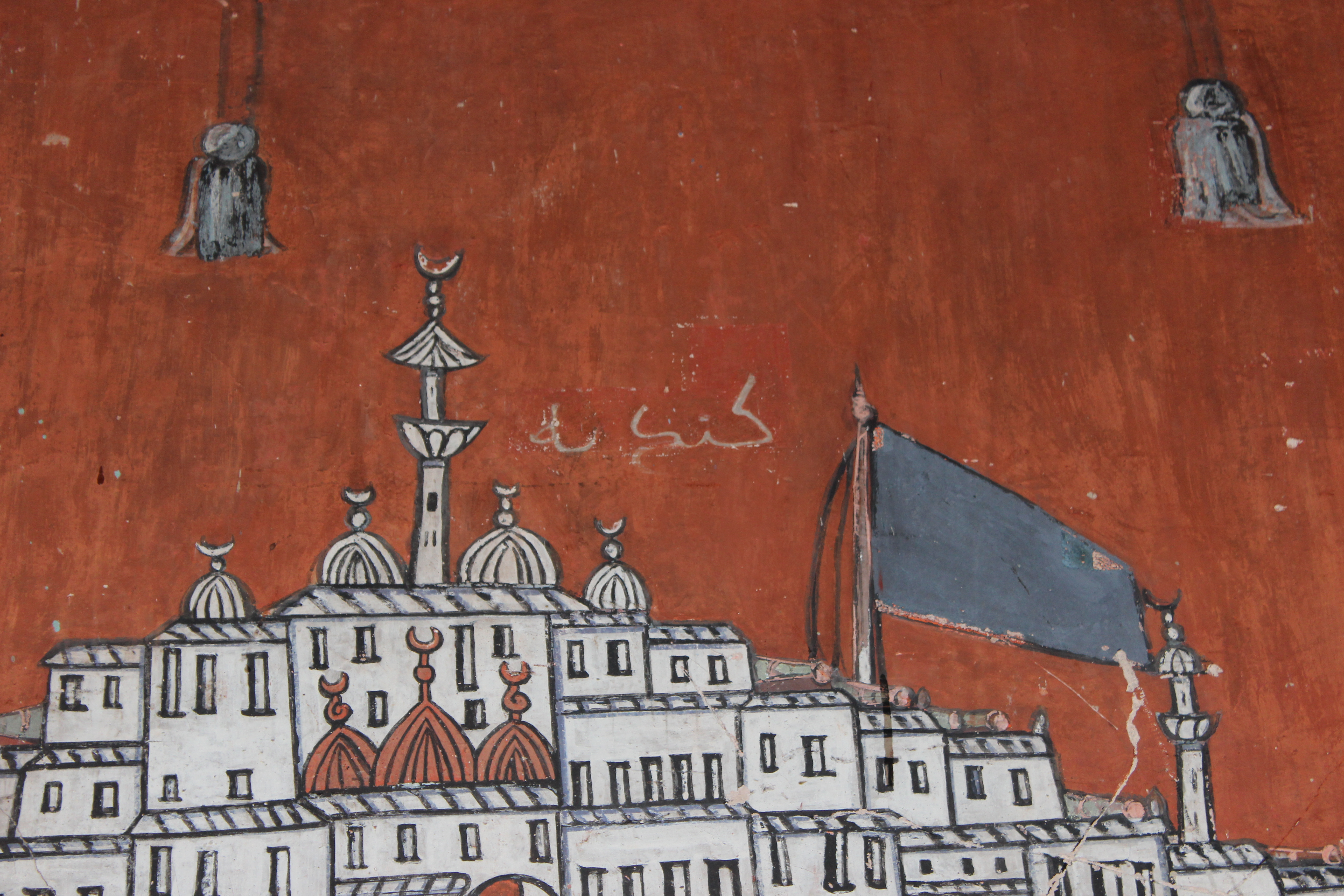
قسنطينة 695

عادت المدينة لأبناء الوطن عن طريق الإمارات الإسلامية المحلية ومنها إمارات الأغالبة التي كانت القيروان عاصمة لها وقسنطينة باتت تابعة لها بحكم عدم توسع الفتح الإسلامي إلى العديد من أجزاء الوطن وخصوصا مناهضة عشائر الأوراس لهم والرستميون الذين توسع نفوذهم إلى الغرب منها ولم تكن المدينة سقطت تحت نفوذهم ثم الزيريون ثم الحماديون فـ الموحدون والمرابطون لفترة جد قصيرة ثم جاء دور الحفصيون الذين دامت إمارتهم أطول مدة بشرق البلاد وتونس ولم تسقط إمارتهم إلا بعد مجيء الأتراك وبعد سقوط الأندلس استوطن المدينة الأندلسيون كباقي مناطق شمال أفريقيا والجالية اليهودية كانت متواجدة منذ القدم بها وما يعرف تاريخيا أن هناك أسر يهودية قامت بإيواء أخرى أتت من الأندلس وهذا دليل على أن الجاليات اليهودية كانت تتعايش مع الفرق الأخرى في حدود التسامح الديني الذي بات مفروضا من المنتمين للحضارة الإسلامية.
وما يجدر ذكره هو تواجد اليهود الذي لم يكن مقتصرا على الفارين بعد سقوط الأندلس التي كانوا يعيشون فيها بسلام في ظل الحكم الإسلامي، وثم طردهم من قبل ملوك النصارى الكاثوليك الكنيسة الكاثوليكية في روما التي كانت هي مرجع الطائفة الكاثولكية بحكم تواجد مقر البابا بها وبعد سقوط آخر حكام الأندلس.
ومنذ القرن الثالث عشر انتقلت المدينة إلى حوزة الحفصيين وبقيت في أيديهم حتى سيطرة الدولة العثمانية على شمال أفريقيا والمشرق العربي.

#### العهد العثماني
لم تسجل أي مناوشات قتالية بين الأتراك وحكام قسنطينة بل تم تسليم مفاتيح المدينة إلى القائد التركي صالح رايس من دون صعوبات تذكر والسبب يعود في ذلك لقوة وظهور الأيالة على تفهم لـمدينة تقطنها عائلات تدين بالولاء لكل من لا يمس مصالحها إضافة إلى أن سلطة آل عثمان كانت تتمتع بحظوة كبيرة لدى الأهالي وخصوصا زمن طرد الإسبان من بجاية وجيجل وتحطيم قلعة بينون التي كانت على مقربة من مدينة الجزائر مئات الأمتار والتي تقوم عليها حاضرا الأميرالية العسكرية الجزائرية بعد توسيعها وترميمها من قبل فرنسا إضافة إلى وجود شبه تنازع بين عائلتين هما عائلة بن عبد المؤمن التي تعود أصولها لعرب الصحراء وعائلة أولاد صاولة التي تعود أصولها إلى عشيرة الشابية التي كانت تقطن الشريط الحدودي بين الجزائر وتونس وكانتا تدينان بالولاء للسلطان الحفصي بـ تونس وهذا ما سهّل المهمة. وكان هذا بخريف سنة 1568 م.
تم اختيار قسنطينة لتكون عاصمة بايليك الشرق زمن عهد الباشاوات ومنها تداول حكمها بما يزيد عن 42 بايا منهم بايات قليلون أعطوا لها دورها ونهضتها وآخرون زجوا في متاهات كان ثمنها أهاليها وهذا للطابع العسكري الذي كان عليه باياتها المنتمون إلى انكشايون وأتراك ويولداش وموالي من أجناس مختلفة. ونحن نذكر البعض منهم لإنجازاتهم كـ صالح باي (1771-1792 م.) الذي قام بتهيئة المدينة وأعطائها طابعها المميز. ومن أهم أعماله بناء جامع ومدرسة الكتانية. ومدرسة سيدي الأخضر والتي عني فيها بتدريس اللغة العربية وأصول المذهب المالكي والحنفي. كما قام بإنشاء حي خاص لليهود بعد أن كانوا متوزعين في أنحاء المدينة.

### الإحتلال الفرنسي

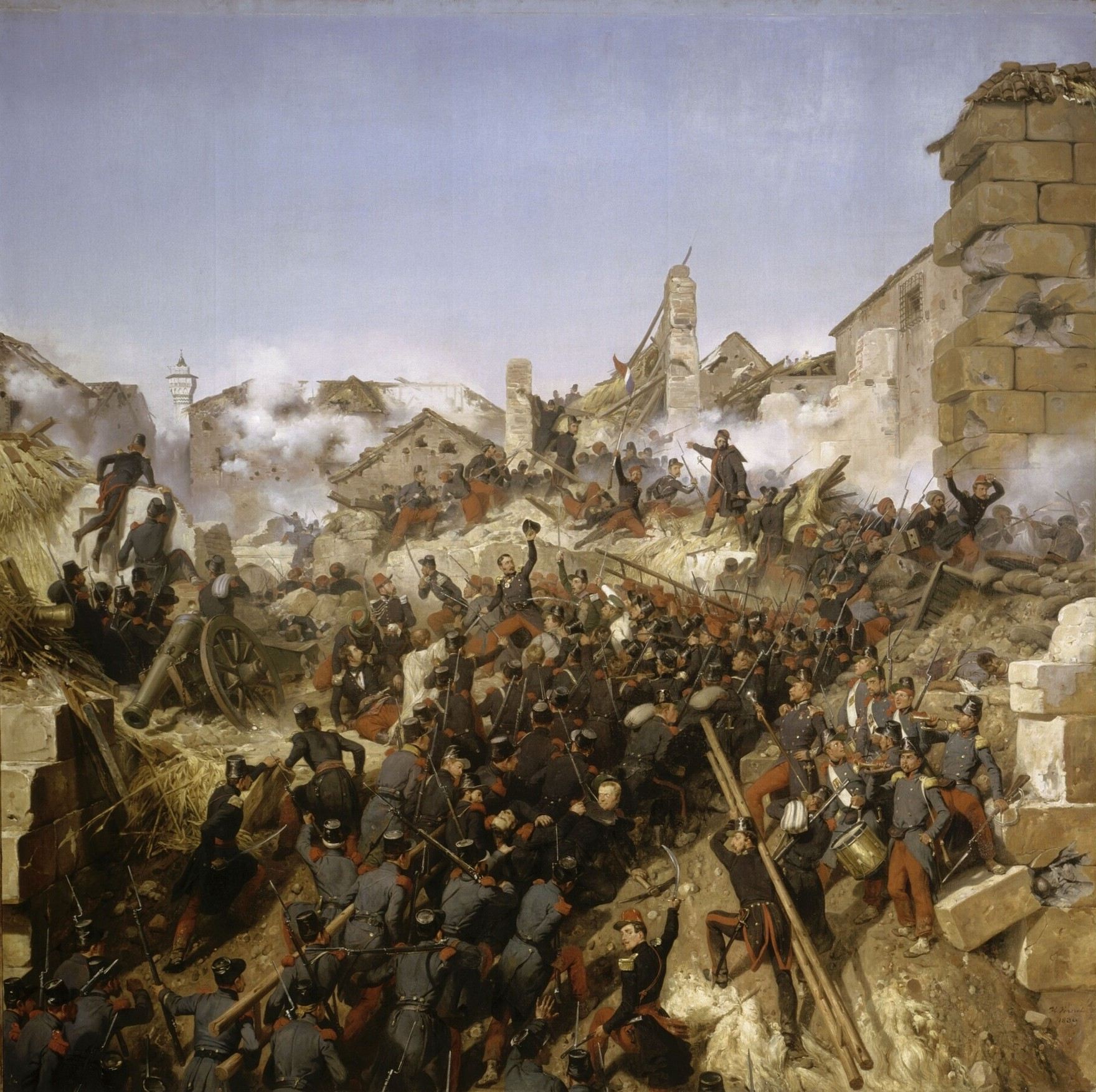
صورة فتح الثغرة التي منها استطاع الجيش الغازي الدخول إلى وسط المدينة

سنة 1830 م، ومع احتلال الجزائر العاصمة من طرف الفرنسيين رفض بايلك قسنطينة الاعتراف بسلطة الفرنسيين على أي شبر من الجزائر فقاد أحمد باي وغيره من المقاومين الجزائريين الحملتين واستطاع أن يرد الفرنسيين لمرتين في سنتين متواليتين في معارك للاستيلاء على المدينة التي كانت تمثل بوابة الشرق. عامي 1836 و1837، استطاعت الحملة الفرنسية بقيادة دامرمون عن طريق خيانة من أحد سكان المدينة اليهود (حيث استطاع الفرنسيون من التسلل إلى المدينة عبر معابر سرية توصل إلى وسط المدينة)، وعن طريق المدفعية أيضًا من إحداث ثغرة في جدار المدينة. ثم حدث الاقتحام، واصطدم الجنود الفرنسيون بالمقاومة الشرسة للأهالي واضطروا لمواصلة القتال في الشوارع والبيوت. انتهت المعركة أخيرًا بمقتل العديد من الأهالي، واستقرار المحتلّين في المدينة بعد عدة سنوات من المحاولات الفاشلة. استطاع الباي العثماني الحاج أحمد الفرار إلى الجنوب وقد عسكر بمنطقة «أم الصنب» إلى القريب من مدينة ياتنة التي لم تؤسس بعد ومنها راح يناوئ العشائر على الانضمام اليه لاسترجاع ملكه الذي فقد منه. أما خليفته بن عيسى فقد استشهد عند أحد الأسوار وهذا ما رواه ابنه فيما بعد.
سقطت مدينة قسنطينة عاصمة بايلك الشرق بتاريخ 13 أكتوبر 1837
تضم جامعة الأمير عبد القادر التي أُنشئت عام 1984 لتكون أزهر شمال إفريقيا قسما لمقارنة الأديان، يتخصص فيه الطلبة بدراسة الأديان السماوية، الإسلام والمسيحية واليهودية، إضافة إلى الطوائف والملل الدينية المختلفة. ولأن المقاييس العلمية والمعايير البيداغوجية في الجامعات تفرض أن يتم دراسة الأديان ومقارنتها، من خلال التحكم في اللغة التي كتبت بها الكتب السماوية ونصوصها وبينها الديانة اليهودية التي كتبت توراتها باللغة العبرية، وجدت إدارة الجامعة نفسها مجبرة على الخضوع لهذه المقاييس والتفكير بجدية في تدريس اللغة العبرية تمهيدا لفتح قسم متخصص في تدريس اللغات الشرقية القديمة كالعبرية واللاتينية والفارسية.
ورغم المبررات العلمية والأهداف البيداغوجية التي التزمت بها الجامعة، وجد بعض الغلاة في الأمر فرصة للطعن في الجامعة الإسلامية وتوجيه اتهامات إلى إدارتها شبيهة بتلك التي أطلقت على الجامعة خلال الأزمة الأمنية يوم شبهت بمحضن للإرهابيين وصارت التهمة الدعوة إلى التطبيع والتهويد وإعادة الفوران إلى جرح قديم وغائر بين سكان قسنطينة المسلمين واليهود الذين كانت المدينة تحتضن أكبر جالية لهم في الجزائر وتتوفر على عدد كبير من معابدهم وكنائسهم ومدارس لتدريس لغتهم العبرية. ويرتبط هذا الجرح بالفتنة والأحداث الدامية التي عرفتها مدينة قسنطينة عام 1934 بين المسلمين واليهود بعد إقدام أحد اليهود واسمه الياهو خليفي في الخامس من أوت 1934 على إطلاق النار على المصلين في جامع سيدي الأخضر الذي كان يؤم فيه الشيخ ابن باديس المصلين، مما أدى إلى اندلاع أحداث عنف أدت إلى مقتل عشرين يهوديا ومسلمين اثنين وكادت الأحداث أن تتطور لولا تدخل الشيخ عبد الحميد ابن باديس الذي وقف خلال الأحداث وقفة رجولية وتاريخية. منذ ذلك التاريخ، زادت حدة العداء بين اليهود الذين اختاروا صف فرنسا وبين الجزائريين عامة ولدى سكان قسنطينة على وجه الخصوص الذين ما زال كبار السن منهم يتذكرون تفاصيل أحداث 1934 والمؤامرات اليهودية على المسلمين والجزائريين قبل الثورة وبعدها، كما يتمثلون محلات اليهود وحاراتهم، معابدهم الدينية ومدارسهم حتى فترة ما قبل الاستقلال. وعندما شرع اليهود في الهجرة من الجزائر بسبب تخوفاتهم من ردة الفعل العنيفة للجزائريين ضدهم عقب الاستقلال، خلّفوا وراءهم الآلاف من الكتب والمخطوطات والمؤلفات المكتوبة باللغة العبرية، عدد كبير منها يرتبط بتاريخ الجزائر، ويتضمن فصولا كثيرة عن مراحل تاريخية سابقة منذ هجرة اليهود إلى الجزائر من الأندلس وفلسطين. وقد وجد الكثير من الجزائريين الذين شغلوا السكنات والفيلات التي كان يقيم فيها اليهود مئات الكتب متعلقة بهم مكتوبة باللغة العبرية تم حرق بعضها وإهمال البعض الآخر، لكن هذه المخطوطات والكتب لم يتم حتى الآن تحقيقها أو الاستفادة منها بسبب عدم وجود من يمكنه ترجمتها أو تحليل مضمونها على الأقل والاستفادة التاريخية منها.

## المعالم والآثار

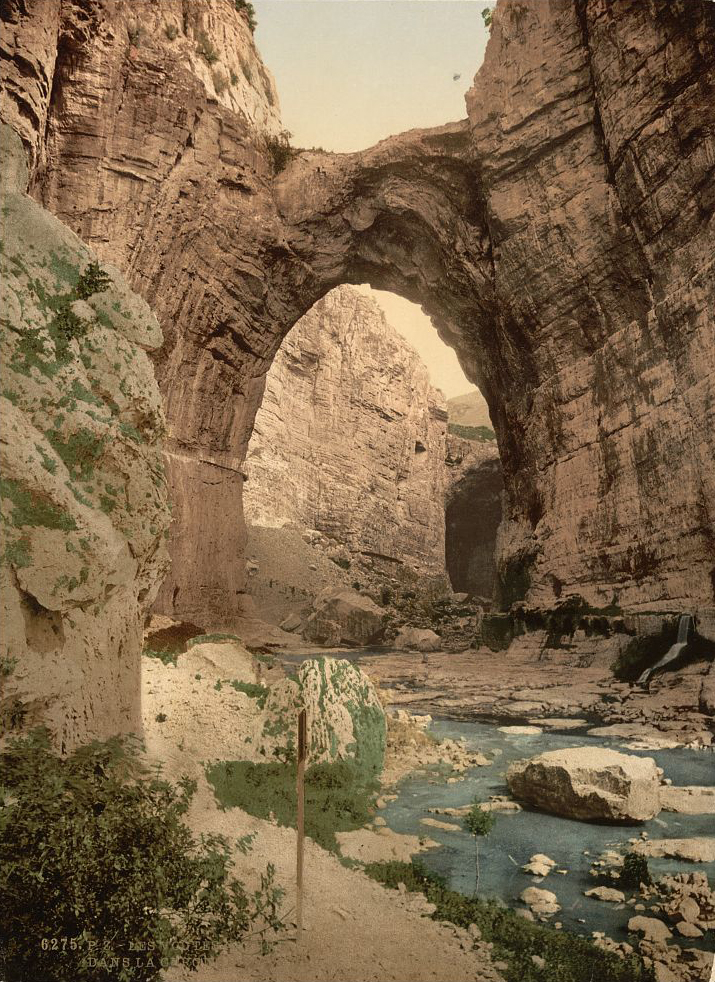
معالم طبيعية في وادي قسنطينة

توجد بولاية قسنطينة عدة معالم وآثار أهمها:
- مقابر عصر ما قبل التاريخ:

مقابر مدينة سيرتا على تنوع حسب الفترات فلكل فترة مقابرها وهياكلها ونصبها. مقابر قبل ظهو الفنيقيين كانت بإنفاق الدببة وعند ظهور الفنيقيين وتأسيسها باتت بـ (كدية العاتي) التي تحتل اليوم مكانها (سانت جان) و (الكدية القديمة)و (نهج فلوري). وفي العهد الروماني ومع إنشاء جسر باب القنطرة زمن الإمبراطور انتونين تحولت إلى ضاحية جبل سيدي مسيد إلى غاية كاف الريح. وعند الفتح الإسلامي عاودت كدية العاتي مهدا لها إلى غاية التواجد الفرنسي الذي راح يقسمها إلى قسمين. القسم العلوي انطلاقا من (نهج تونس) إلى غاية منحدرات سفوح الكدية الغربية كانت مخصصة للأهالي والجهة السفلية منها مخصصة للمعمرين أما مقابر الجالية اليهودية فكانت بالسفح الشرقي لجبل سيدي مسيد إلى القريب من (المستشفى الجامعي) أما عن «نصب الأموات» فقد قامت بانشائه فرنسا تخليدا لمن سقطوا بالحرب العالمية الأولى.
أما القبور المكتشفة ب«أنفاق الدببة» فكانت لعصور ما قبل التاريخ والتي اكتشفت بناحية «بكيرة» فتعود إلى قرية كانت هناك للأهالي لا يقطنها غيرهم وهم العمال والمسخرون لخدمة الرض، كما توجد مقابر أخرى بمنطقة «الخروب» بالمواقع

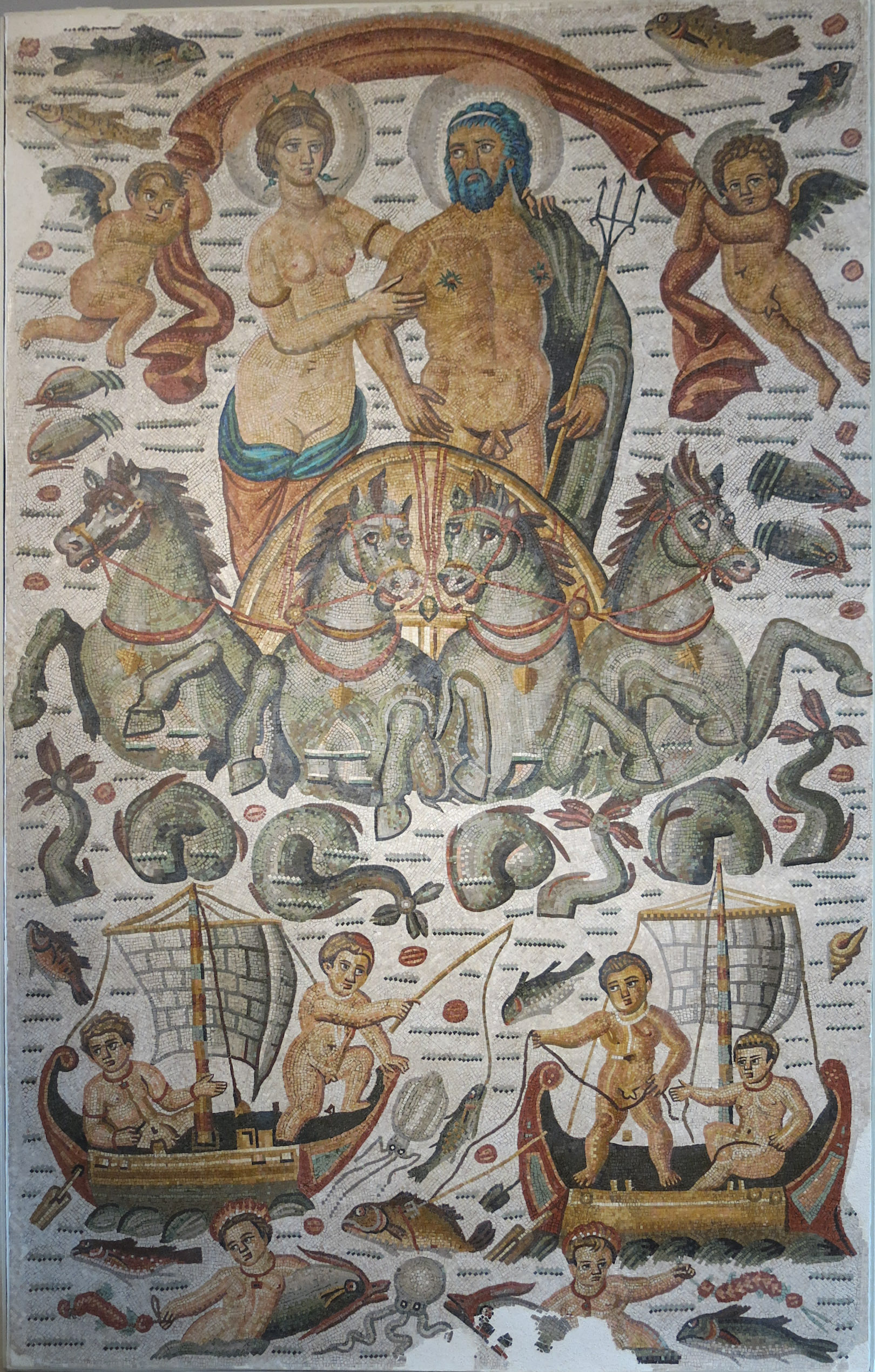
فسيفساء نيبتون مع زوجته أمفيتريت بمتحف قسنطينة

المسماة «خلوة سيدي بو حجر» قشقاش، وكاف تاسنغة ببنوارة وتعود كلها إلى مرحلة ما قبل التاريخ.
1. المقبرة الميغاليتية لبونوارة: على بعد 32 كلم عن قسنطينة، وعلى الطريق الوطني رقم 20 المؤدي باتجاه فالمة تقع المقبرة الميغاليتية لبونوارة على المنحدرات الجنوبية الغربية لجبل «مزالة» على بعد 2 كلم شمال قرية بونوارة.وتتكون هذه الدولمانات من طبقات كلسية متماسكة تعود إلى عصر ما قبل التاريخ، ويبدو أن عددًا كبيرًا منها قد تعرض للتلف والاندثار.يشار إلى أن النموذج العام لهذه المعالم التاريخية يكون على شكل منضدة متكونة من أربع كتل صخرية عمودية وطاولة، مشكلين بدورهم غرفة مثلثة الشكل وعادة ما يكون الدولمان محاطا بدائرة من حجارة واحدة، وفي بعض الأحيان من دائرتين أو ثلاث أو أربع، وقد كان سكان المنطقة القدامى يستعملونها لدفن موتاهم بهذه الطريقة المحصنة التي يبدو أنها قد استمرت إلى القرن الثالث ق.م
2. كهف الدببة: يبلغ طوله 60 م ويوجد بالصخرة الشمالية لقسنطينة.
3. كهف الأروي: يوجد قرب كهف الدببة ويبلغ طوله 6 م ويعتبر كلا الكهفين محطتين لصناعات أثرية تعود إلى فترة ما قبل التاريخ.
4. ماسينيسا وضريح بالخروب: على بعد 16 كلم جنوب شرق قسنطينة يقع ضريح ماسينيسا وهو عبارة عن برج مربع، تم بناؤه على شكل مدرجات به ثلاثة صفوف من الحجارة وهي منحوتة بطريقة مستوحاة من الأسلوب الإغريقي- البونيقي وقد نسب هذا الضريح لماسينيسا الذي ولد سنة 238 ق.م وتوفي سنة 148 ق.م، حمى هذه المنطقة لمدة 60 سنة ويعود له الفضل في تأسيس الدولة النوميدية، كما أسهم في ترقية العمران وتطوير الزراعة بالمنطقة وأسس جيشًا قويًا.
5. ضريح لوليوس: يقع ضريح لوليوس في جبل شواية بالمكان المسمى «الهرية» على بعد حوالي 25 كلم شمال غرب قسنطينة، غير بعيد عن «تيديس» له شكل أسطواني، بني من حجارة منحوتة وشيدّ من طرف «ك لوليوس إبريكيس» حاكم روما آنذاك تخليدا لعائلته.
6. تيديس: تقع على بعد 30 كلم إلى الشمال الغربي من قسنطينة وتختفي في جبل مهجور، كانت لها قديمًا أسماء عدة مثل: «قسنطينة العتيقة»، «رأس الدار» كما سميت أيضا «مدينة الأقداس» نظرًا لكثرة الكهوف التي كان الأهالي يتعبدون بها، ويبدو أن اسمها الحالي «تيديس» هو اسم محلي نوميدي، أما الرومان فأعطوها اسم كاستيلي روسبيبليكا تيديتانوروم (castelli respublica tidditanorum). ومعنى «كاستيلي» هو المكان المحصن، ومعنى «روسبيبليكا» أي التمتع بتنظيمات بلدية، وقد كان دور هذه المدينة هو القيام بوظيفة القلعة المتقدمة لحماية مدينة سيرتا من الهجمات الأجنبية.
7. باب سيرتا: هو معلم أثري يوجد بمركز سوق بومزو ويرجح أنه كان معبدًا، ويعود تاريخ اكتشافه إلى شهر حزيران من عام 1935، وحسب بعض الدراسات فإن هذا المعبد قد بني حوالي سنة 363م.
8. الأقواس الرومانية: توجد بالطريق المؤدي لشعبة الرصاص، وكان الماء المتدفق بهذه الأقواس يمر من منبع بومرزوف ومن الفسقية (جبل غريون) إلى الخزانات والصهاريج الموجودة في كدية عاتي بالمدينة، وهذا المعلم هو من شواهد الحضارة الرومانية.
9. حمامات القيصر: ما زالت آثارها قائمة إلى اليوم، وتوجد في المنحدر بوادي الرمال، وتقع في الجهة المقابلة لمحطة القطار، غير أن الفيضانات قد أتلفتها عام 1957، وقد كانت هذه الحمامات الرومانية تستقطب العائلات والأسر، للاستحمام بمياها الدافئة والاستمتاع بالمناظر المحيطة بها، خاصة في فصل الربيع.
10. إقامة صالح باي: هي منتجع للراحة، يقع على بعد 8 كلم شمال غرب قسنطينة، وقد كان من قبل منزلًا ريفيًا خاصًا، قام صالح باي ببنائه لأسرته في القرن 18، لينتصب بناية أنيقة وسط الحدائق الغناء التي كانت تزين المنحدر حتى وادي الرمال، وتتوفر الإقامة على قبة قديمة هي محجّ تقصده النساء لممارسة بعض الطقوس التقريبية التي تعرف باسم «النشرة».

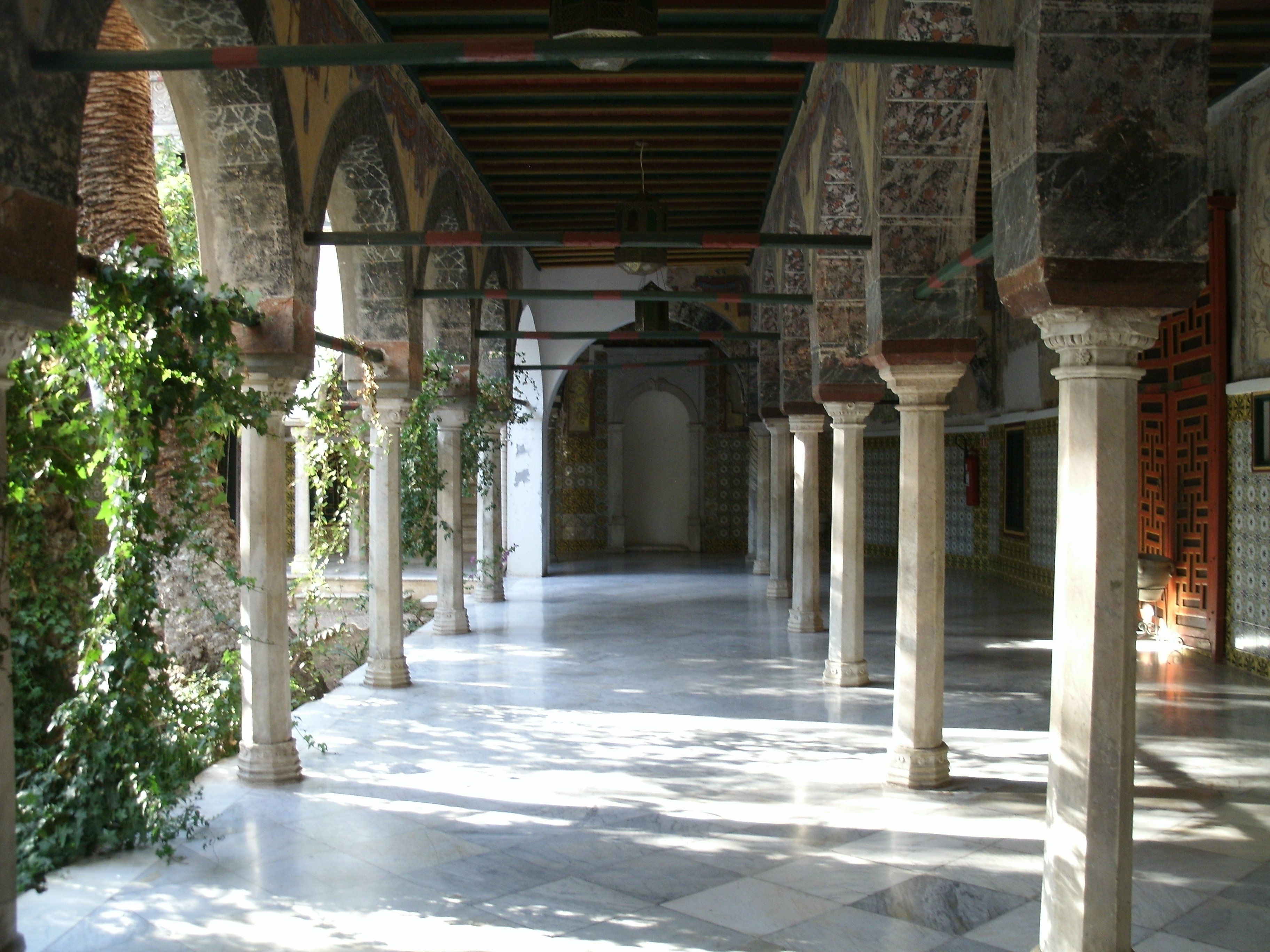
قصر أحمد باي

11. قصر أحمد بايقصر أحمد الباي: يعد قصر الباي إحدى التحف المعمارية الهامة بقسنطينة وتعود فكرة إنشائه إلى «أحمد باي» الذي تأثر أثناء زيارته للبقاع المقدسة بفن العمارة الإسلامية وأراد أن يترجم افتتانه بهذا المعمار ببناء قصر، وبالفعل انطلقت الأشغال سنة 1827 لتنتهي سنة 1835. يمتد هذا القصر على مساحة 5600م مربع، يمتاز باتساعه ودقة تنظيمه وتوزيع أجنحته التي إلى عبقرية في المعمار والذوق معا،تعرض طيلة تاريخه إلى عدة محاولات تغيير وتعديل، خاصة أثناء المرحلة الاستعمارية حيث حاولت الإدارة الفرنسية إضفاء الطابع الأوروبي على القصر بطمس معالم الزخرفة الإسلامية والقشاني (سيراميك). أما الريازة المعمارية للقصر فقد حورت كثيرًا عن أصلها الإسلامي بعد الاحتلال الفرنسي للمدينة وأصبحت عبارة عن خليط من الريازات المعمارية، ومع ذلك فإن الهوية الأصلية للقصر ظلت هي السائدة والمهيمنة على كل أجزائه وفضائاته الرائعة، وإن الزائر له سيستمتع بنقوشه وزخرفته وتلوينات مواده التي تحيل إلى مرجعية معمارية ضاربة في الأصالة والقدم. المدينة القديمة تضفي المدينة القديمة بدروبها الضيقة وخصوصية بناياتها طابعا مميزًا، وتجتهد ببيوتها المسقوفة وهندستها المعمارية الإسلامية في الصمود مدة أطول، ملمحة إلى حضارة وطابع معماري يرفض الزوال. وتعتبر المدينة القديمة إرثا معنويًا وجماليًا يشكل ذاكرة المدينة بكل مكوناتها الثقافية والاجتماعية والحضارية. وقد عرفت قسنطينة كغيرها من المدن والعواصم الإسلامية الأسواق المتخصصة، فكل سوق خص بتجارة أو حرفة معينة، وما زالت أسواق المدينة تحتفظ بهذه التسميات مثل: الجزارين، الحدادين، سوق الغزل، وغيرها. هذا إلى جانب المساحات التي تحوط بها المنازل والتي تسمى الرحبة، وتختص معينة مثل رحبة الصوف ورحبة الجمال. أما الأسواق الخاصة بكل حي من أحياء المدينة، فإنها كانت تسمى السويقة، وهي السوق الصغير، وما يزال حيا للمدينة القديمة إلى اليوم يسمى «السويقة».
12. نصب الأموات: يعود بناؤه إلى سنة 1934 وقد شيد تخليدا لموتى فرنسا الذين سقطوا في الحرب العالمية الأولى ومن سطحه يستطيع الزائر أن يمتع ناظريه ببانوراما عجيبة لمدينة قسنطينة، أقيم عليه تمثال النصر الذي يبدو كطائر خرافي يتأهب للتحليق. ومن خصوصيات هذا النصب أنه يقع تمامًا في منتصف المسافة بين الجزائر العاصمة وتونس، ويوجد قبالته تمثال«مريم العذراء» والمسمى «سيدة السلام»

ولا تزال آثار الحضارات التي تعاقبت على «تيديس» شاهدة إلى اليوم بدءا بعصور التاريخ، فالحضارة البونيقية، الحضارة الرومانية، الحضارة البيزنطية إلى الحضارة الإسلامية.
ويتجلى عصر ما قبل التاريخ في مجموعة من القبور تسمى «دولمن» ومعناها«المناضد الصخرية»، وكذا مقبرة قديمة تقع على منحدر الجانب الشمالي وتجمع عددًا من المباني الأثرية الدائرية المتأثرة بطريقة الدفن الجماعي والتي تسمى «بازناس» وتدل النصب والشواهد الموجودة على العصر البونيقي، فيما يتجلى الطابع الروماني في المناهج المتعلقة بنظام تخطيط المدن.

## منشآت

### دينية

#### المساجد

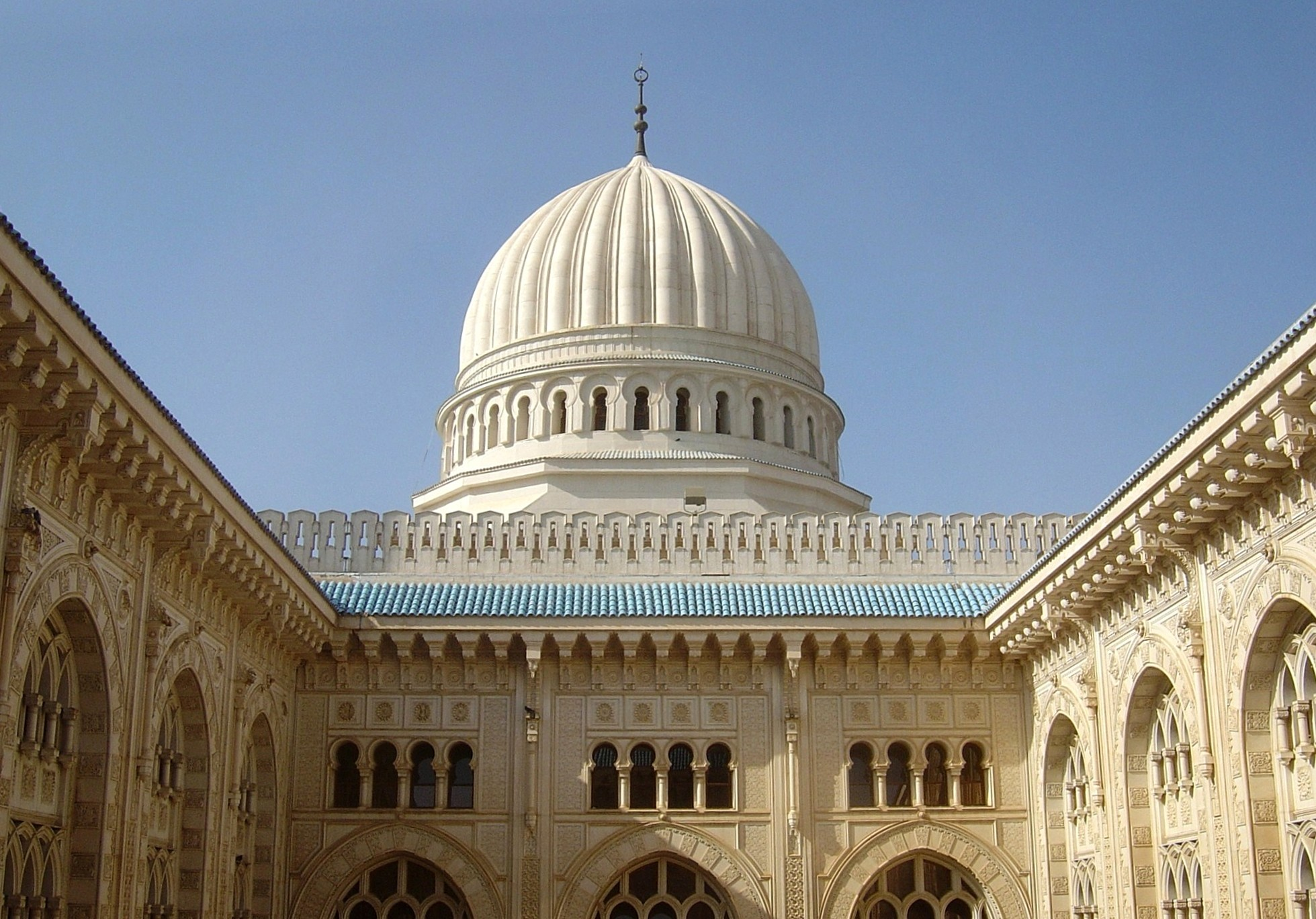
مسجد الأمير عبد القادرالمسجد الكبيرالمسجد الكبير

طغت على قسنطينة صبغتها الثقافية والدينية منذ القدم، وتكرس هذا المظهر بعد استقرار الإسلام بها، فعرفت عملية بناء المساجد بها سيرورة دائمة، وسنسرد أسماء أهم هذه المساجد كما يلي:
1. الجامع الكبير: بني في عهد الدولة الزيرية سنة 503هـ، 1136م، وقد أقيم على أنقاض المعبد الروماني الكائن بنهج العربي بن مهيدي حاليا، تغيرت هندسته الخارجية عند شق طريق يربط بين باب القنطرة وساحة الثغرة أبان التواجد الفرنسي، ويتميز بالكتابات العربية المنقوشة على جدرانه.
2. جامع سوق الغزل: أمر ببنائه الباي حسن وكان ذلك عام 1143هـ-1730م) وكان الممول له الشيخ عيسى بن جلول المغرابي حولته القيادة العسكرية الفرنسية إلى كاتدرائية بعد احتلال مدينة قسنطينة مباشرة وظل كذلك إلى أن عاد إلى أصله بعد الاستقلال.
3. جامع سيدي الأخضر: أمر ببنائه الباي حسن بن حسين الملقب أبو الحنك في عام (1157-1743م) كما يدل عليه النقش الكتابي المثبت على لوح من الرخام فوق باب المدخل، ولا تزال الآثار باقية إلى اليوم المسجد مقبرة تضم عدة قبور من بينها قبر الباي حسن.
4. جامع سيدي الكتاني: يوجد بساحة «سوق العصر» حاليا، أمر صالح باي بن مصطفى التركي ببنائه في عام (1190هـ-1776) وإلى جانبه توجد مقبرة عائلة صالح باي.
5. مسجد البيضاوي: يوجد بحي باب القنطرة، بني في فترة ما بعد الاستقلال، تعاقب عليه كبار علماء مدينة قسنطينة منهم الشيخ الطولقي والشيخ يوسف بوغابة الداعية المعروف، ويوجد بجوار المسجد معهد الإمام البيضاوي للعلوم الشرعية
6. مسجد الأمير عبد القادر: وضع حجر أساسه الرئيس هواري بومدين ودشن من طرف الرئيس الشاذلي بن جديد يعتبر من أكبر المساجد في شمال أفريقيا، يتميز بعلو مئذنتيه اللتين يبلغ ارتفاع كل واحدة 107م وارتفاع قبته 64 م، يبهرك منظره بهندسته المعمارية الرائعة ويعدّ إحدى التحف التي أبدعتها يد الإنسان في العصر الحاضر، وإن إنجازه بهذا التصميم على النمط المشرقي الأندلسي، كان ثمرة تعاون بين بعض المهندسين والتقنيين من مصريين ومغاربة، إضافة إلى المساهمة الكبيرة للمهندسين والفنيين والعمال الجزائريين، ويتسع المسجد لنحو 15 ألف مصلي، ونشير إلى أن المهندس المصري «مصطفى موسى» الذي يعدّ من كبار المهندسين العرب هو الذي قام بتصاميم المسجد والجامعة الإسلامية.

كما تزخر المدينة بعدد آخر من المساجد من بينها :
- جامع سيدي محمد بن ميمون
- جامع سيدي بوعنابة
- جامعة السيدة حفصة
- جامع سيدي راشد
- جامع سيدي نمديل
- جامع سيدي عبد المؤمن
- جامع سيدي بومعزة
- جامعة سيدي قموش-
- جامعة الأربعين شريفًا،
- مسجد ابن العربي بحي خزندار بزواغي المعروف محليا بتسمية الأمير الصغير لتشابه تصميمه مع جامع الأمير عبد القادر.

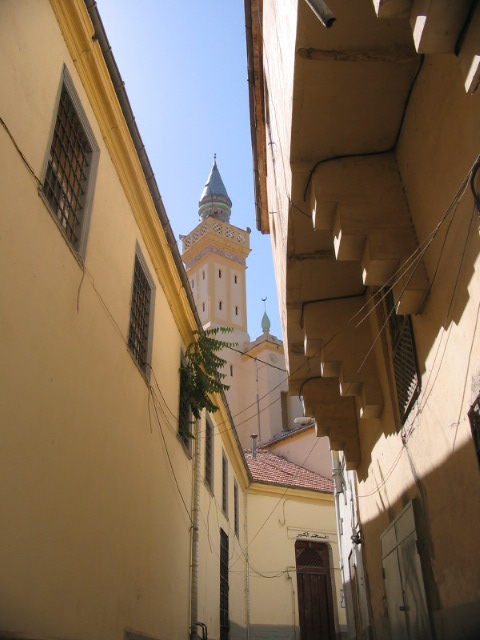
الجامع الكبير بالمدينة.
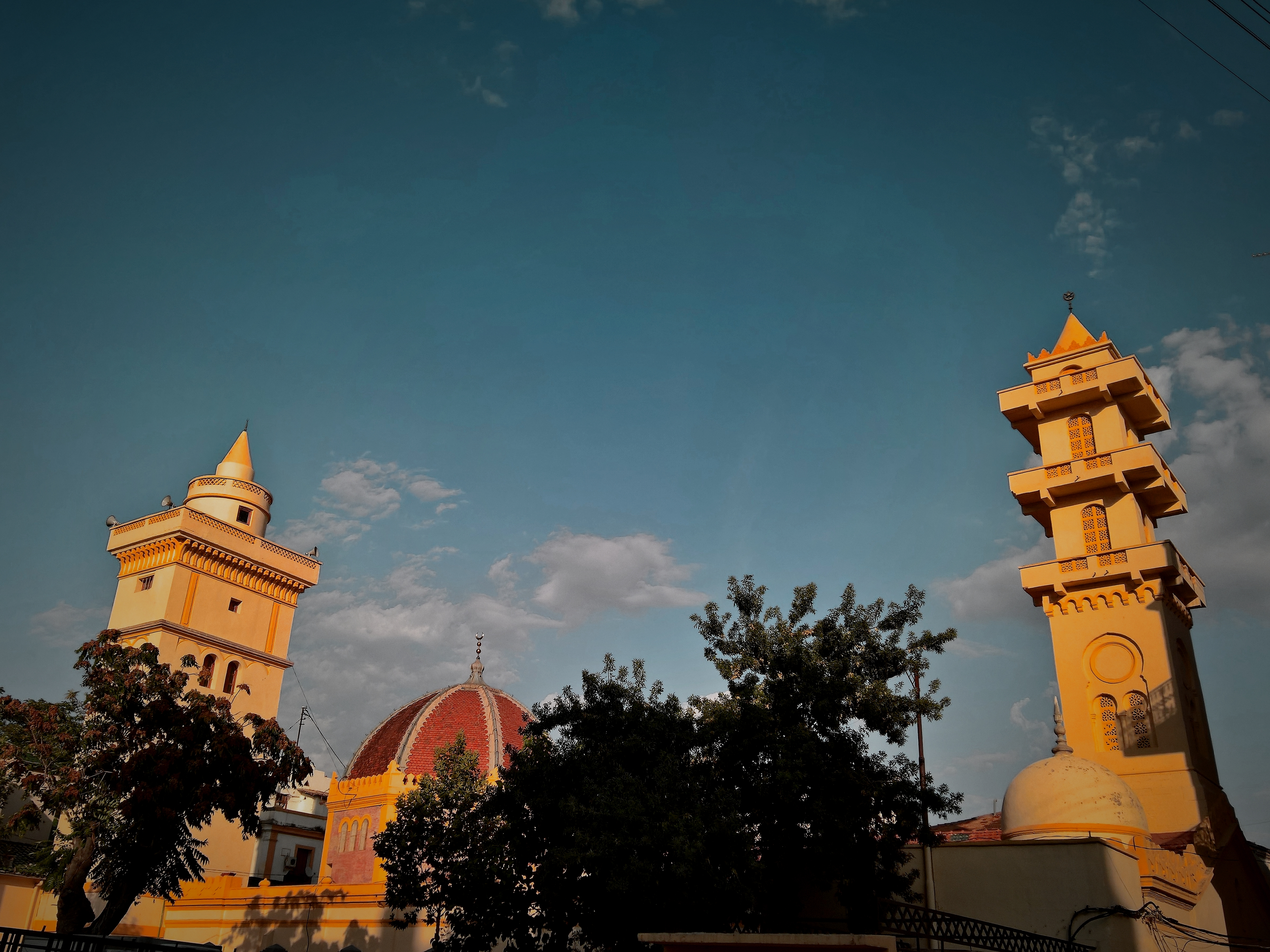
مسجد سوق الغزل.
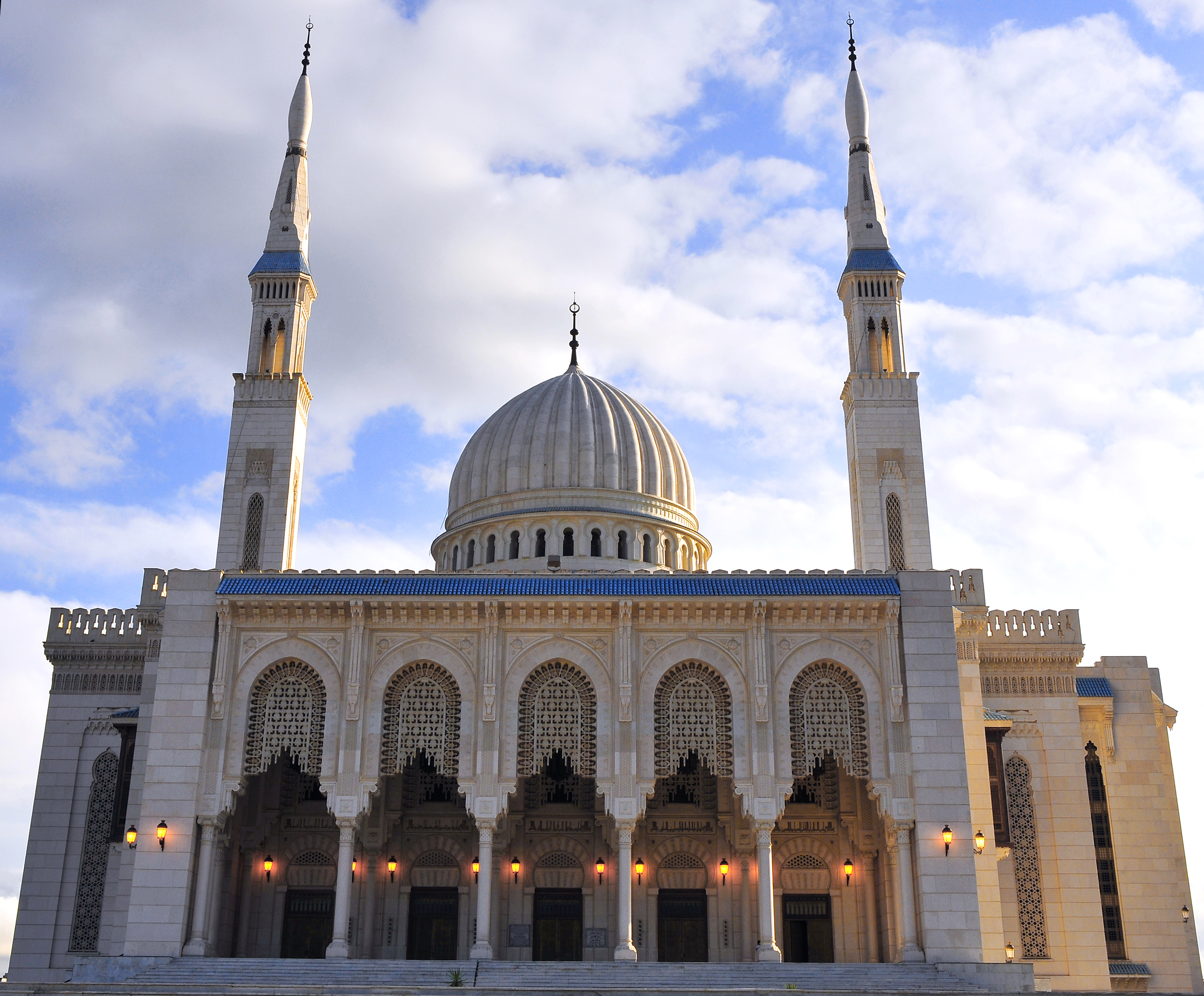
جامع الأمير عبد القادر.
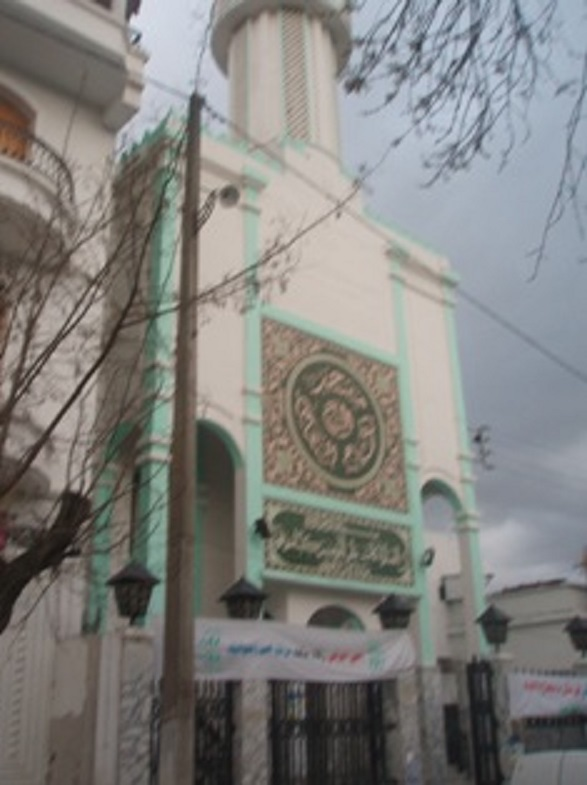
كنيس سيدي مبروك السابق ، وهو حاليا مسجد.

### عمرانية

#### أبواب قسنطينة

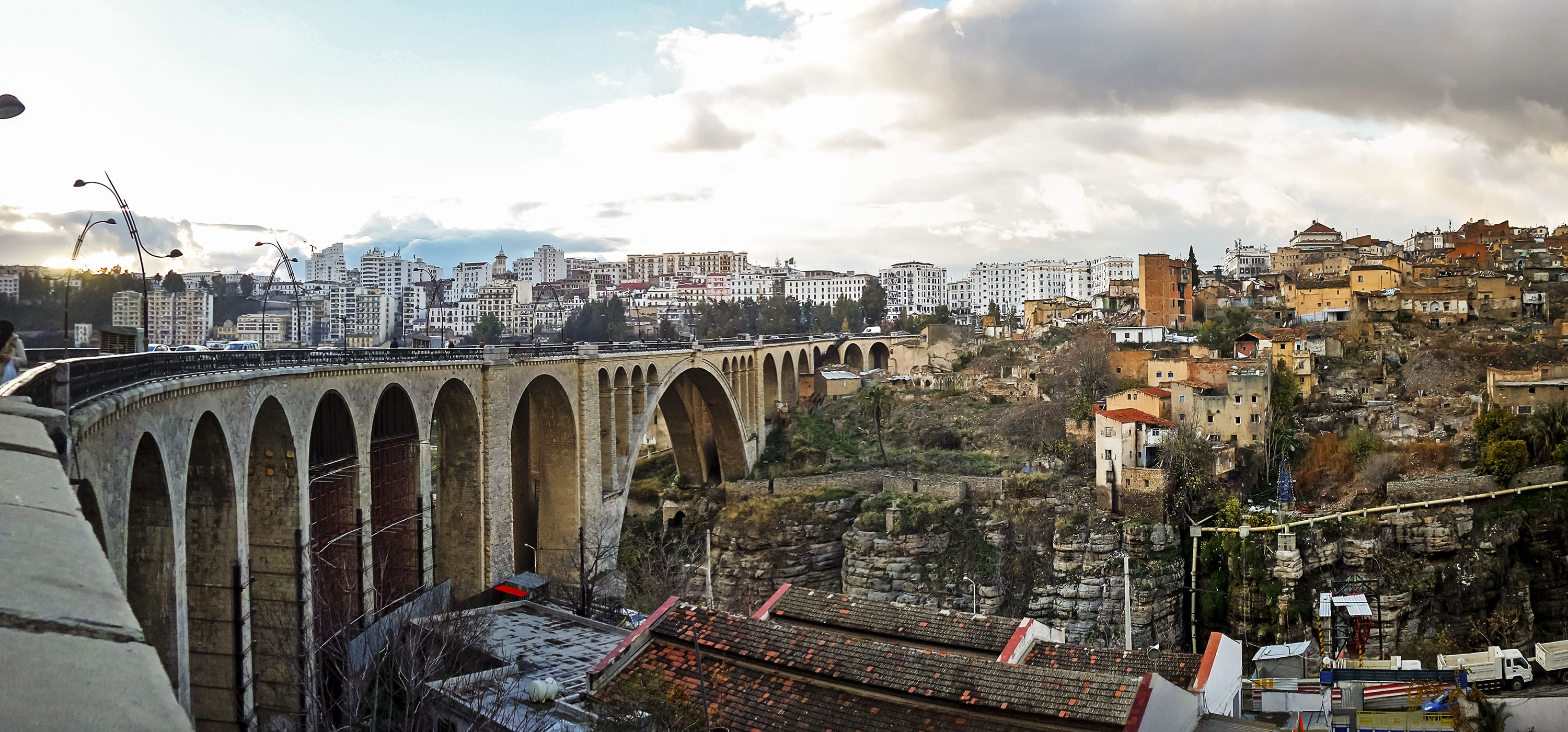
مدينة قسنطينة

كانت المدينة محصنة بسور تتخله سبعة أبواب، وبعضهم يقول ستة، تغلق جميعها في المساء وهي:
1. باب الحنانشة: الذي يسمح بالخروج من شمال المدينة عبر وادي الرمال، ويؤدي إلى الينابيع التي تصب في أحواض مسبح سيدي مسيد.
2. باب الرواح: يمتد عبر سليم مثير للدوار، ويؤدي إلى الناحية الشمالية من وادي الرمال ويوصل هذا الباب إلى منابع سيدي ميمون التي تصب في المغسل.
3. باب القنطرة: يربط بين المدينة والمسرح الروماني الذي كان الأهالي يسمونه (قصر الغولة) وإلى الشرق منه يقع مكان للاستجماع والتجول وهو (حقل مارس) الذي منه تنطلق طريق في اتجاه سطح المنصورة وجبل الوحش.
4. باب الجابية: ينفتح على الطريق الممتد إلى سيدي راشد ويقع على ارتفاع 510م وهذا الباب منه تدخل قوافل الجمال الاتية من الصحراء وكذا منه يدلف السكان لجلب ماء الغسيل. وهذا الاسم هو الأصل في التسمية.
5. باب الجديد: يقع شمال ساحة أول نوفمبر، هدم سنة 1925.
6. باب الواد «أو باب ميلة»: يسمح بالوصول إلى روابي كدية عاتي، وقد كان يوجد بمكان قصر العدالة حاليا.
7. باب سيرتا بسوق بومزو.

لقد كانت هذه الأبواب تقوم بوظيفة التحصين للمدينة ضد الغرباء وبدأت تختفي بالتدريج إلى أن أزال الاحتلال الفرنسي أثارها كلية.

#### جسور مدينة الجسور

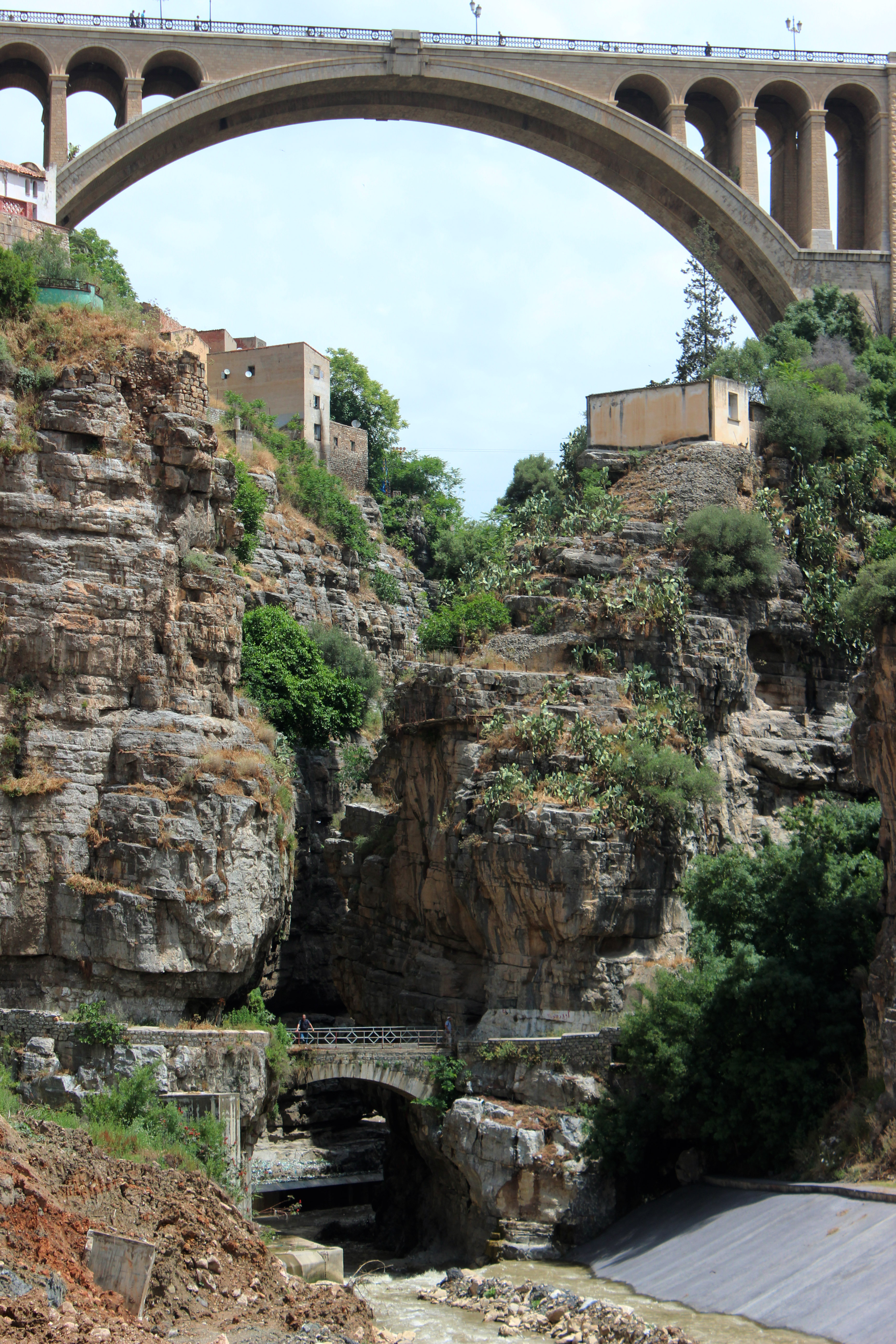
الأعلى :جسر سيدي راشد أما من الأسفل جسر الشيطان

نظرًا لتضاريس المدينة الوعرة وأخدود وادي الرمال العميق الذي يشقها، أقيمت عليها سبعة جسور لتسهيل حركة التنقل، واشتهرت بعد ذلك قسنطينة باسم مدينة الجسور المعلقة، وهي:
1. جسر باب القنطرة: وهو أقدم الجسور بناه الرومان ثم رممه الأتراك عام 1792 , هدمه الفرنسيون ليبنوا على أنقاضه الجسر القائم حاليا وذلك سنة 1863.
2. جسر سيدي راشد: قام بتصميمه المهندس الفرنسي اوبين ايرو، ويحمله 27 قوسا، يبلغ قطر أكبرها 70م، ويقدر علوه بـ105م، طوله 447م وعرضه 12م، بدأت حركة المرور به سنة 1912، وهو أعلى وأضخم جسر حجري في العالم.
3. جسر سيدي مسيد: بناه وقام بتصميمه المهندس الفرنسي فرديناند أرنودان عام 1912 ويسمى أيضا بالجسر المعلق، يقدر ارتفاعه بـ175م وطوله 168، وهو أعلى جسور المدينة، والأعلى في أفريقيا.
4. جسر ملاح سليمان: هو ممر حديدي خصص للراجلين فقط، بني بين سنة 1917 و1925 ويبلغ طوله 15م وعرضه مترين ونصف، يربط بين شارع محطة السكك الحديدية ووسط المدينة.
5. جسر مجاز الغنم: هو امتداد لشارع رحماني عاشور الذي يحتل مكان اسطبلات البايات. ونظر لضيق الشارع بات ذو اتجاه واحد.
6. جسر الشيطان: جسر صغير يربط بين ضفتي وادي الرمال ويقع في أسفل الأخدود أو المنحدرات كما يطلق عليها ومنها كان المرور باتجاه جامع سيدي راشد الذي يمكن رؤيته من أعلى الجسر.
7. جسر الشلالات: يوجد على الطريق المؤدي إلى المسبح ويعلو الجسر مياه وادي الرمال التي تمر تحته مكونة شلالات، وبني عام 1928.
8. جسر جنان الزيتون : الذي يربط بمحول باتجاه جامعة محمود منتوري والاقامات التي تحيط بها ومنه إلى الاحياء الجديدة فمطار محمد بوضياف فالمدينة الجديدة علي منجلي هذا من جهة ومن أخرى يصل الطريق المزدوج بالحي الشهير سيدي مبروك ويواصل امتداده إلى حي القماص فمدينة الخروب.
9. جسر قسنطينة العملاق: يبلغ طوله حوالي 1150م وبعرض 25م طريقين ذهابا وطريقين إيابا على ارتفاع يزيد عن 100 متر، أخذ تسمية جسر أحمد باي بتوصية من رئيس الجمهورية، تم تدشينه من طرف الوزير الأول عبد المالك سلال.

يمتد من مرتفعات «حي المنصورة» وصولا إلى «حي جنان الزيتون» وقد خصص له غلاف مالي 250 مليون دينار جزائري.

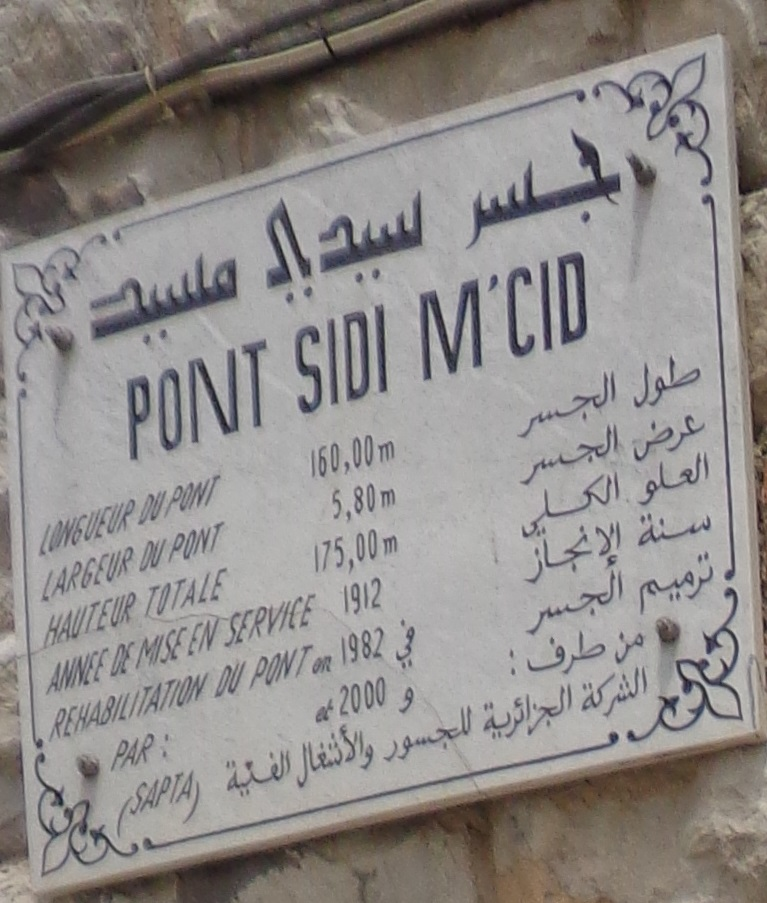
لافتة جسر سيدي مسيد
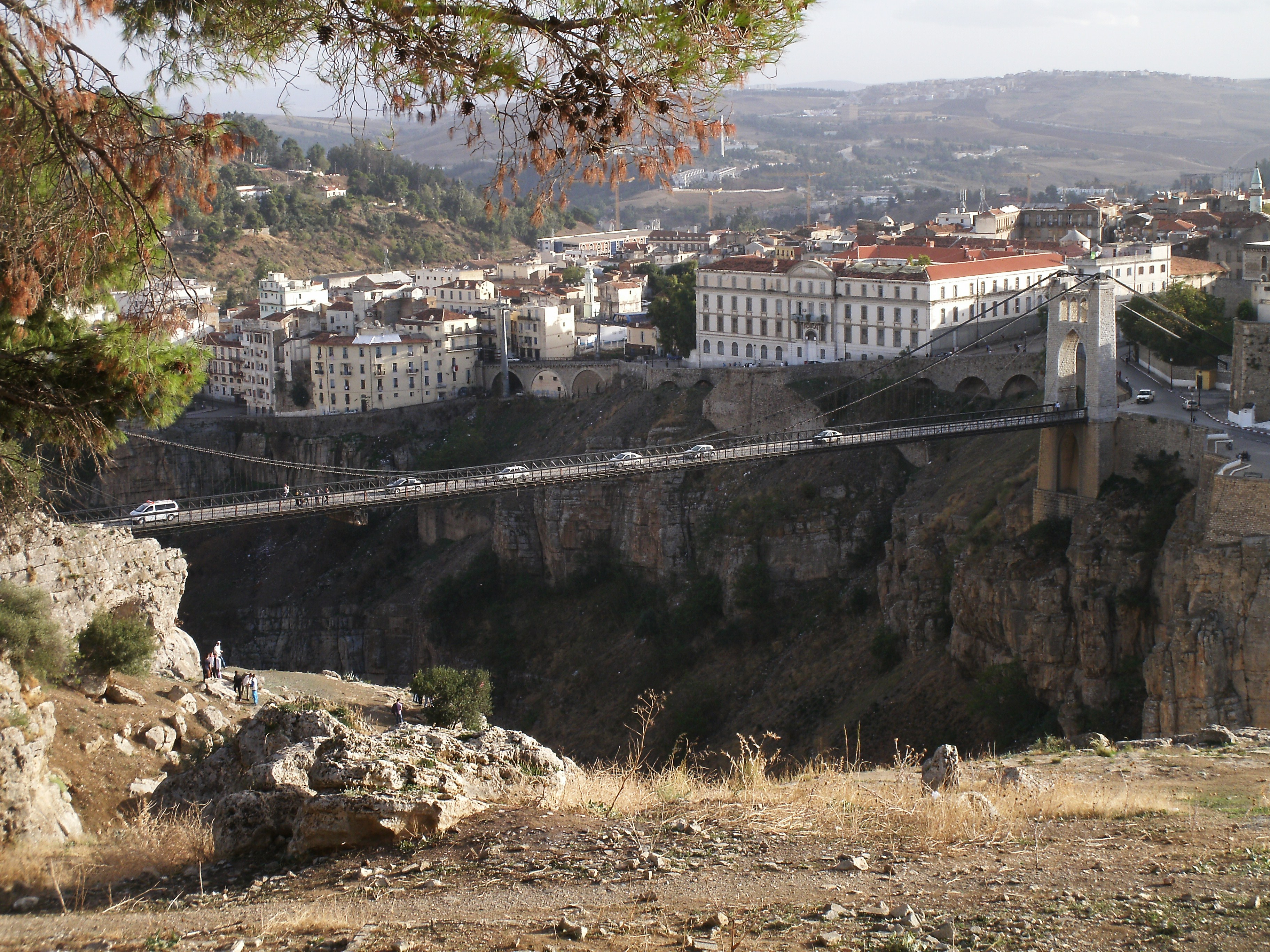
جسر سيدي مسيد.
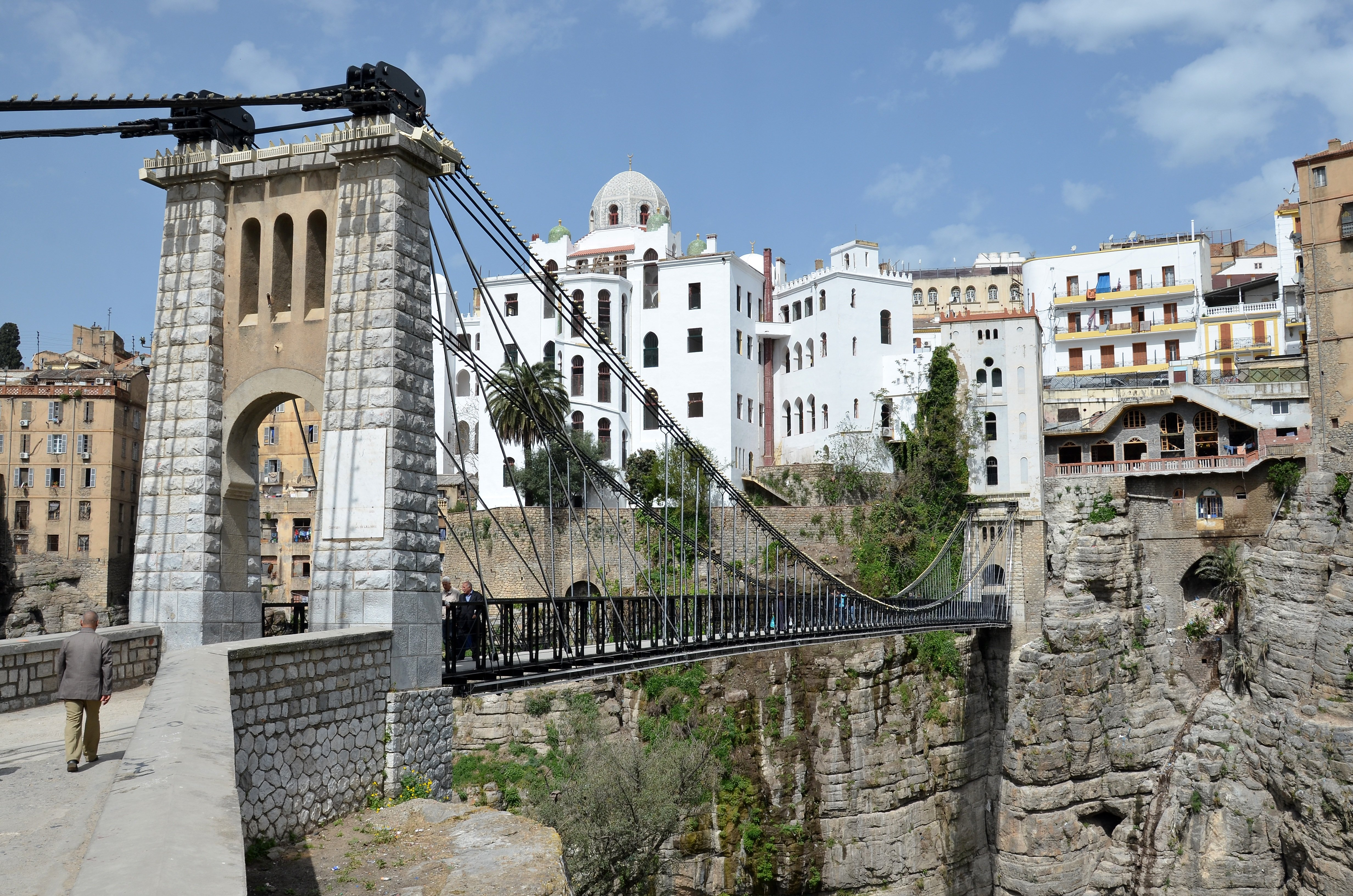
جسر ملاح سليمان
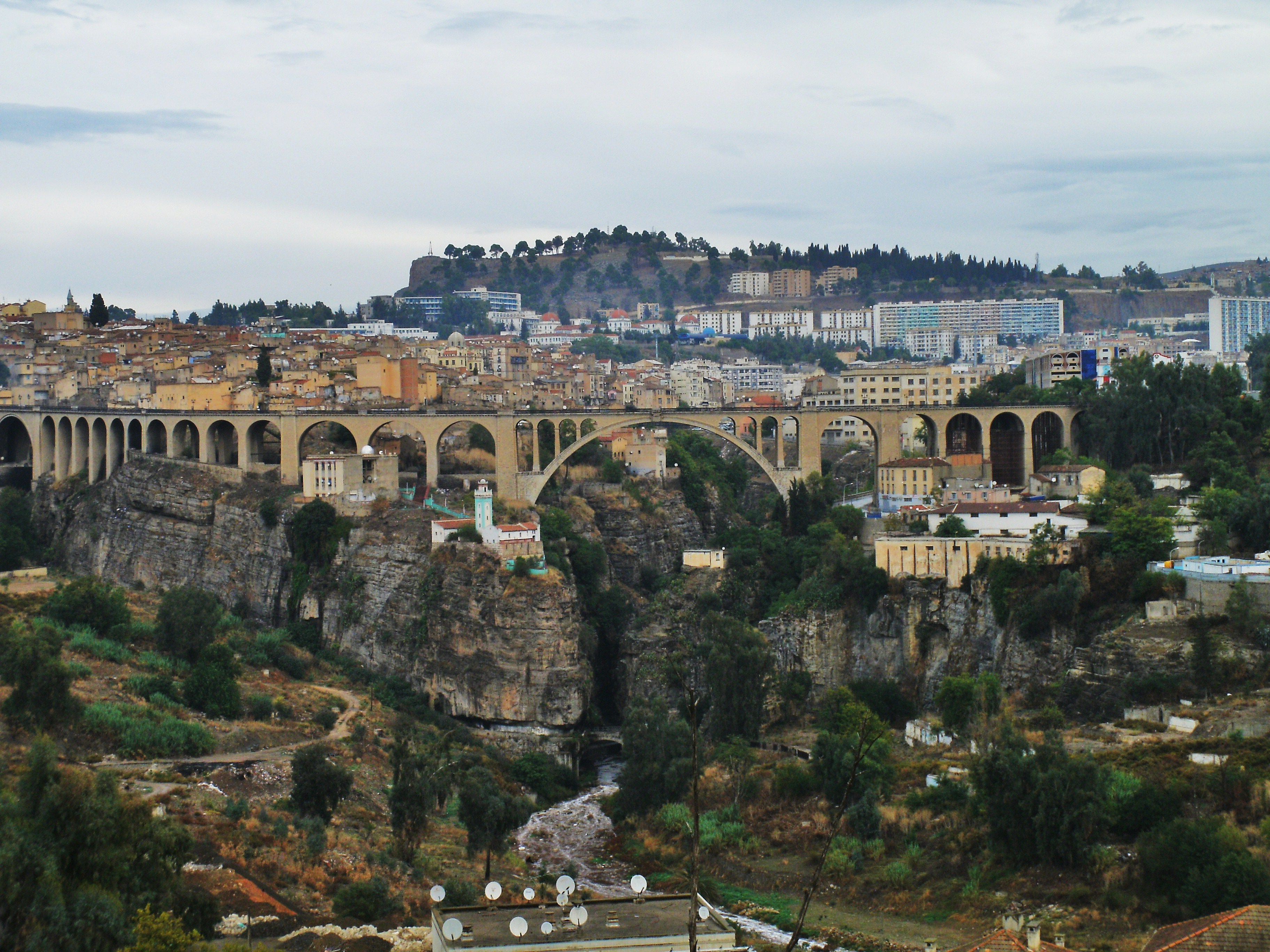
جسر سيدي راشد
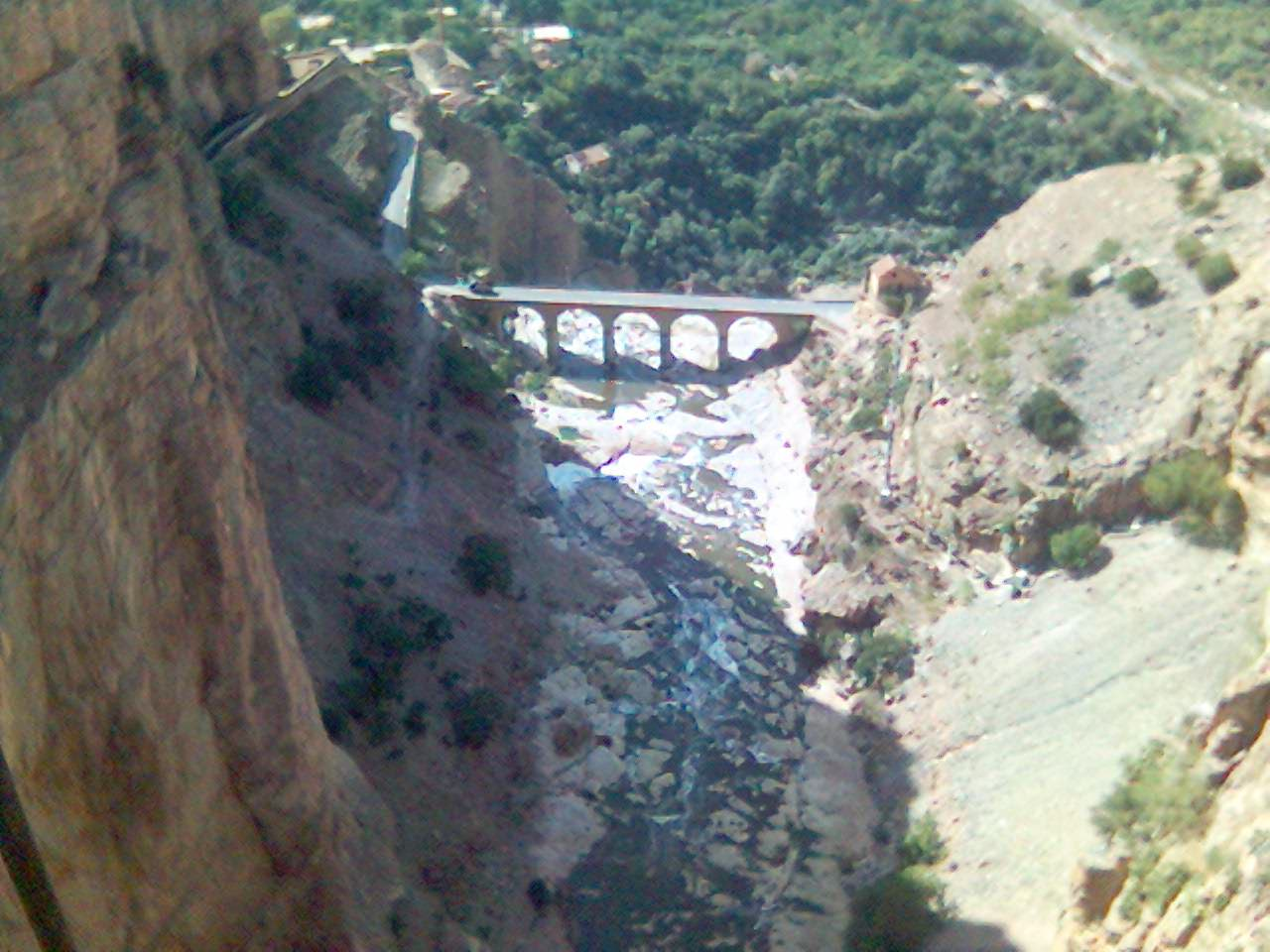
جسر الشلالات قسنطينة
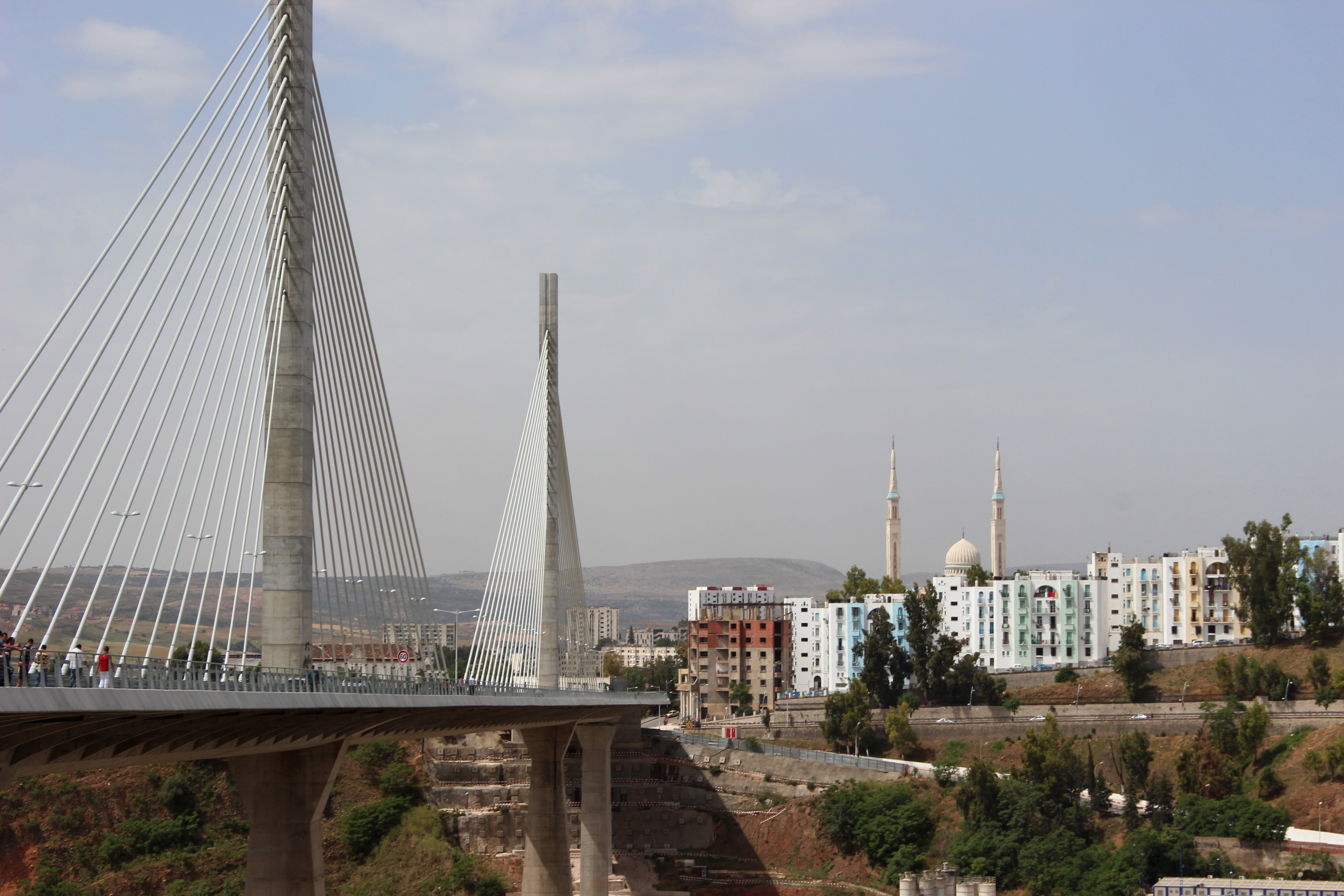
جسر صالح باي
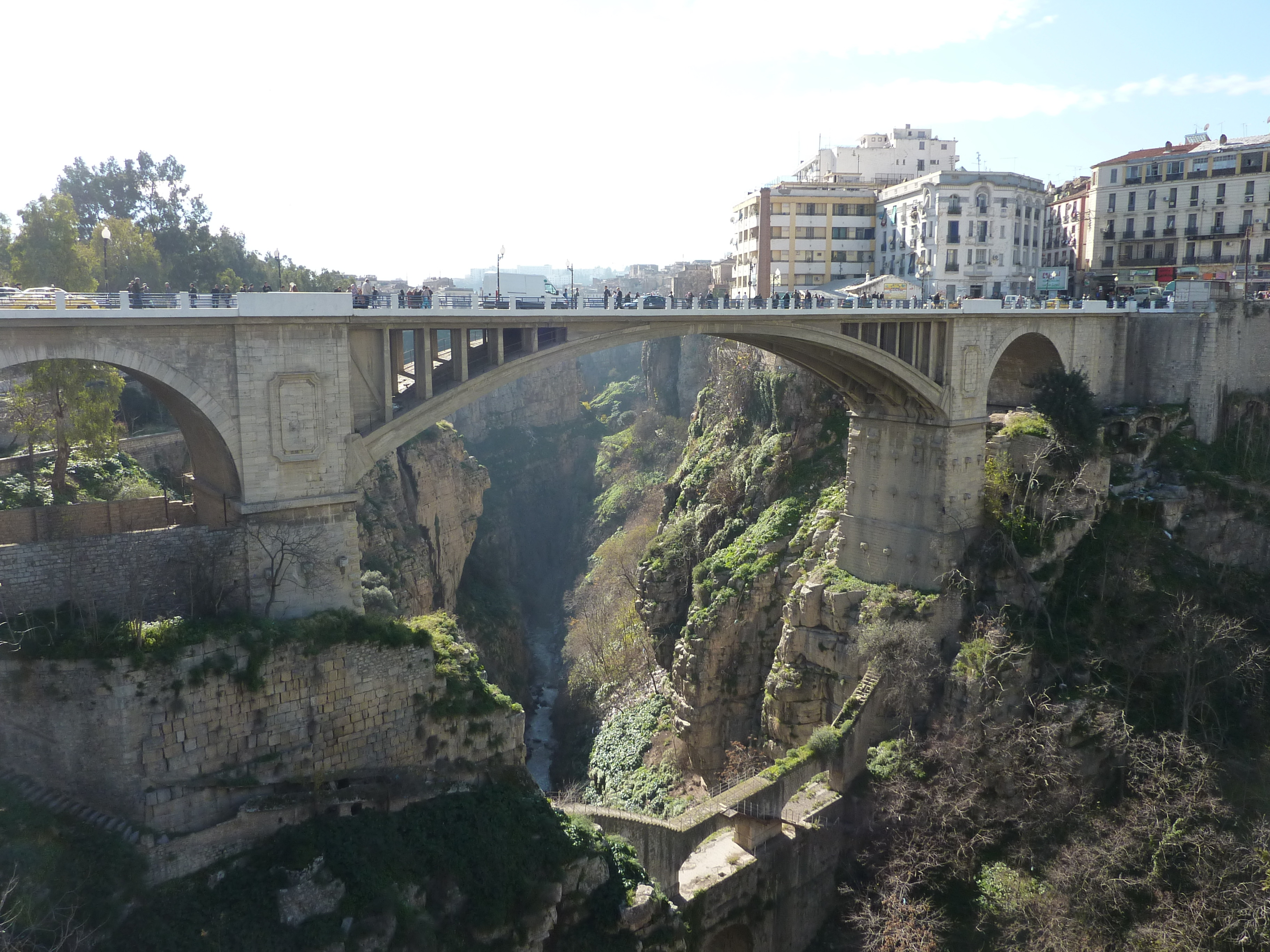
جسر القنطرة.

## الإقتصاد

### التجارة

#### الرحبات والأسواق

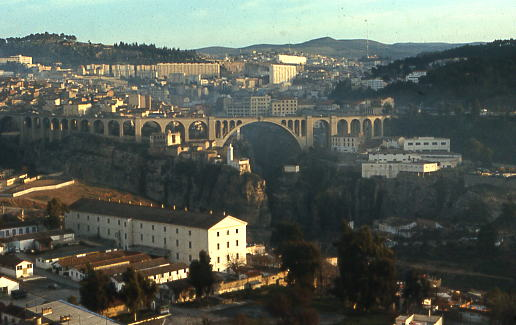
مدينة قسنطينة سنة 1972

تعتبر الرحبة ذلك المكان الواسع الذي يستعمل لأغراض تجارية، حيث تباع فيها مختلف السلع والبضائع كالملابس، الأقمشة وغيرها.
عرفت قسنطينة قديما عدة رحبات منها ما يزال قائما حتى اليوم ومنها ما تحول إلى مباني وطرقات ك"رحبة الزرع" التي كانت تتوسط المدينة وتقام فيها عدة نشاطات تجارية كبيع الحبوب، التمور والزيوت، ومن الرحبات المعروفة في قسنطينة قديما نذكر "رحبة الشبرليين"، "سوق الخرازين"، س"سوق العطارين"، "سوق الصاغة"، و"سوق الصباغين" وغيرها. وحاليا لا تزال بعض الرحبات موجودة مثل " "رحبة الصوف" التي تحولت اليوم إلى سوق لبيع الخضر والفواكه والأواني وبعض الأغراض المنزلية، أما "رحبة الجمال" التي يذكر المؤرخون أنها كانت مبركا للقوافل التي تأتي من مختلف الأنحاء محملة بالبضائع، فقد أصبحت اليوم سوقًا لبيع الملابس ومكانًا مفضلًا للمطاعم الشعبية الشهية بوجباتها، وهناك"سوق العصر" الذي كان قبلا يسمى "سوق الجمعة" ويشتهر بتنوع خضره وفواكهه وباللحوم والأقمشة وعادة ما تكون أسعار هذا السوق معتدلة مقارنة مع بقية الأسواق.
ومن أهم أسواق المدينة أيضا في الوقت الحالي نذكر:
1. سوق بومزو: يعد من أهم الأسواق ويعود تاريخ بنائه إلى عهد الوجود الفرنسي، يقع بمحاذاة ساحة أول نوفمبر ويعرف يوميا حركة نشيطة.
2. سوق بن بطو: ويعتبر من أقدم الأسواق، ونظرا لموقعه المتميز بشارع بلوزداد وجودة السلع والبضائع التي يعرضها فهو يستقطب الكثير من ربات البيوت.

## النقل في قسنطينة

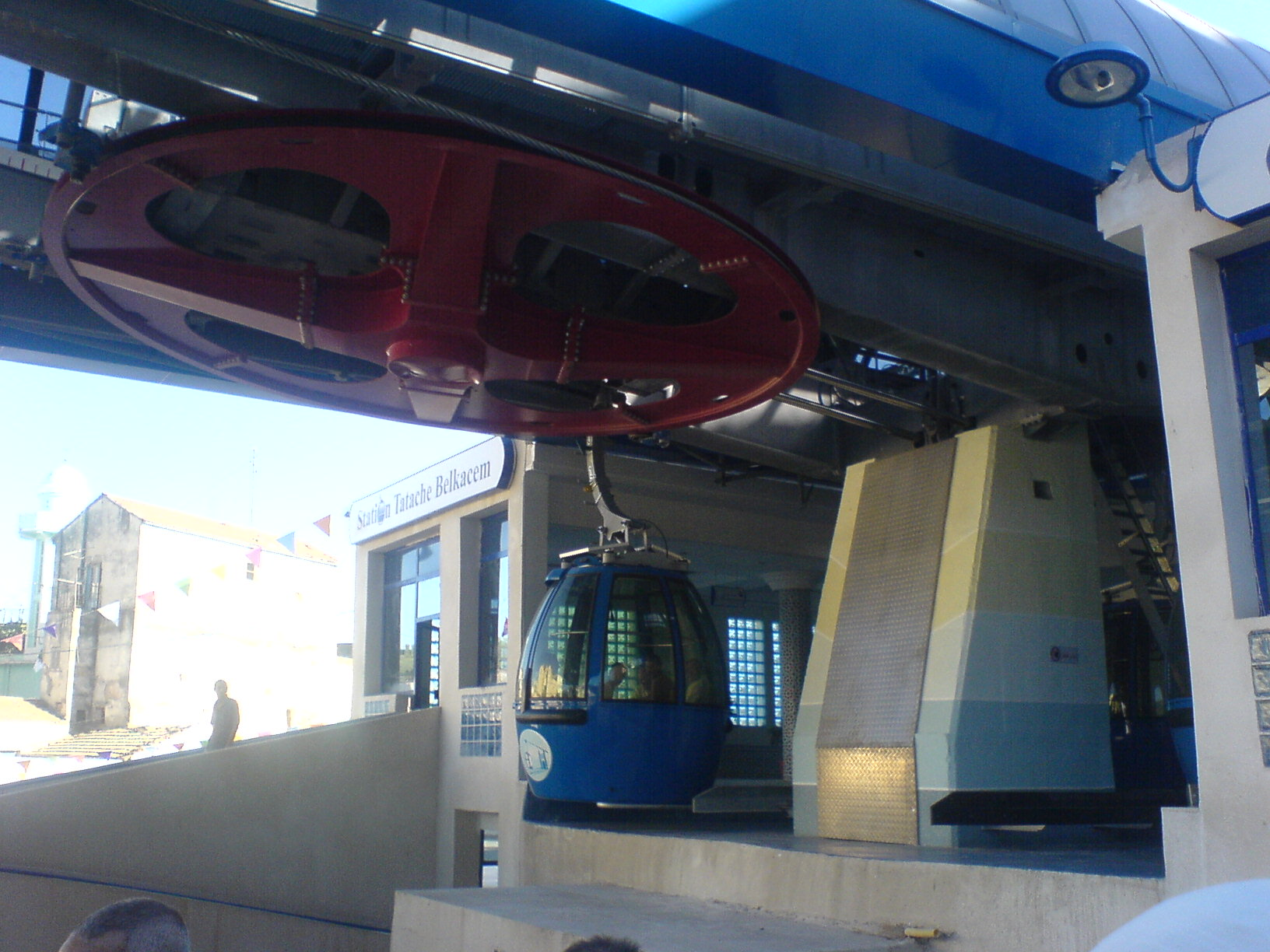
عربات تلفيريك قسنطينة

### المحلي
تمتلك فسنطينة وسائل نقل وفيرة للنقل الحضري وشبه الحضري الذي يغطي المدينة ولكنه لا يفبي بطلبات المستخذمين لخطوطها مما أدى إلى التفكير باستحداث خطوط ترامواي وهو المشروع الذي بدأ العمل فيه في ترامواي قسنطينة (بدأ التشغيل الرسمي لترامواي قسنطينة يوم 4 جويلية 2013 من قبل وزير النقل الجزائري عمار تو ولكن لا تزال التمديدات، وتم وضعه في الخدمة العمومية في اليوم الموالي.
وتعتبر ولاية قسنطينة ثالث ولاية تحظى بنظام الترامواي الحديث في الجزائر منذ الاستقلال ومحطة انطلاقه من ملعب رمضان بن عبد المالك إلى غاية محطة قادري براهيم وهي آخر محطة بالمدينة الجديدة علي منجلي ولا تزال التمديدات في علي منجلي. كما تمتلك تيلفيريك حيث يربط حي بلقاسم ططاش بحي الأمير عبد القادر مرورا بالمستشفى الجامعي عبد الحميد بن باديس على علو 707 م ويضم هذا الخط 33 عربة بطاقة استيعاب تصل إلى أكثر من 1200 مسافر في الساعة بالاتجاه الواحد ويمكن تغطية الرحلة في ظرف 08 دقائق ويضمن الخدمة مائة ألف نسمة كما يخدم زوار المستشفى الجامعي المقدر بـ 10.000 زائر يوميا وهذا ما أدى إلى خلق ديناميكية جديدة لاستكشاف المناظر السياحية لـ قسنطينة.

### الجهوي

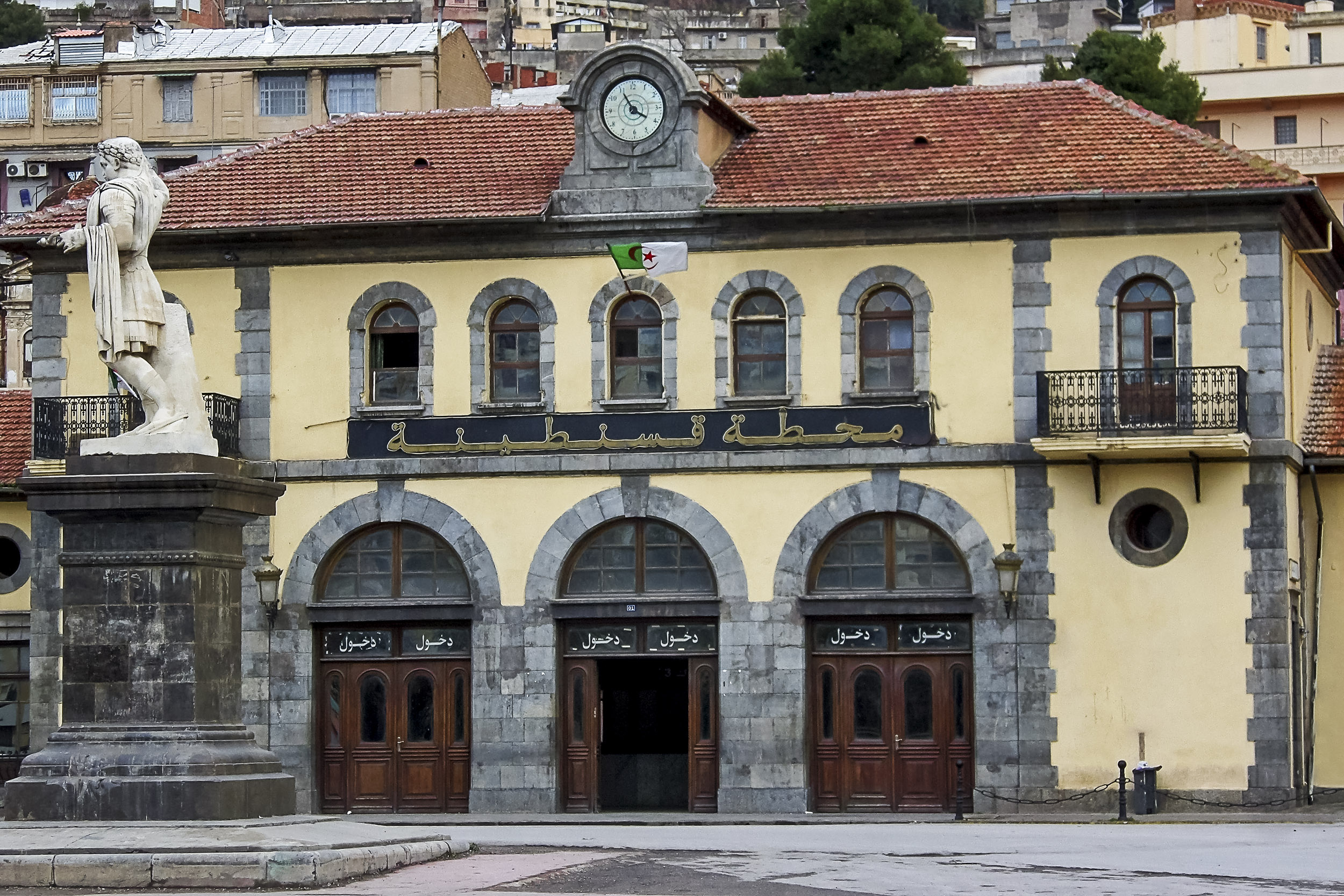
محطة قطار قسنطينة

تمتلك مدينة قسنطينة محطتين لنقل المسافرين عبر طرق اصلحت لتربطها بسائر المدن شرقا وغربا ومما زاد في حركة التنقل بصورة جد كبيرة ومعتبرة مشروع الطريق السريع الذي يربط الجزائر من الشرق إلى الغرب.
كما يربط قسنطينة خط سكة مزدوج بين محطة قسنطينة وجيجل وسكيكدة وعنابة ومنه إلى سوق اهراس فالجمهورية التونسية وإلى الغرب يربط بين الجزائر العاصمة والمدن الهامة الأخرى كـسطيف والبويرة وغيرها. كما أن هناك اتجاه آخر يربطها بالجنوب مرورا بـ باتنة وبسكرة إلى غاية مدينة تقرت. ومن عين توتة يتفرع عنه خط الهضاب العليا الذي يربط أهم المدن الداخلية من الشرق إلى الغرب. وهذا ما سهل من مهمة الإنماء الاقتصادي واستقرار السكان واستصلاح الآراضي وخلق بؤر حضرية كانت إلى الأمس القريب عبارة عن قبائل رحل.

### الدولي
- تمتلك مدينة قسنطينة مطار دولي سمي باسم محمد بوضياف الرئيس السابق لدولة الجزائرية الحديثة ويربطها بالمدن الكبرى لسائر الوطن كـ الجزائر العاصمة ووهران وحاسي مسعود وتمنراست وغيرها ويربطها كذلك بالمدن الفرنسية باريس ونيس ومرسيليا وليون وتونس العاصمة وغيرها.

## السكان
يبلغ عدد سكان مدينة قسنطينة حوالي 440 ألف نسمة حسب إحصاء 2008 وهي أكبر مدن الشرق الجزائري. أصول الغالبية الساحقة منهم من خارج المدينة والذين استوطنوها كنازحين قادمين من مختلف أنحاء البلاد وخاصة من المناطق المجاورة جراء فرار الكثير من سكان الأرياف ووالمناطق الجبلية من أراضيهم بسبب الاستهداف الذي طالهم أثناء فترة الاحتلال فضلا عن سعي الكثير إلى تحسين مستوى المعيشة. وقد كانت أكبر موجة للنازحين تلك التي قدمت من المناطق الشمالية للمدينة ويتعلق الأمر بما يعرف بـقبائل الحضرة بالإضافة إلى النازحين الشاوية الذين قدموا من جهة الجنوبية للمدينة... ورغم ذلك تبقى هذه المسميات نادرة الرواج بين سكان المدينة اللذين تأقلموا مع حياة وثقافة الحضر التي يندر فيها استخدام مثل هذه المصطلحات القبلية. ويعتبر البلدية من أهم المكونات البشرية المتواجدة في المدينة حيث يشير هذا المسمى إلى سكان المدينة الأصليين، غير أن كلمة «بلدي» أصبحت مطية لكل من يريد إثبات أحقيته في الانتساب إلى المدينة، رغم أن عدد البلديين الحقيقيين قد تضائل بشكل كبير بفعل انتقالهم إلى مدن أخرى داخل وخارج البلاد.
تعد قسنطينة إحدى أكثر المدن الجزائرية تمدنا حيث تتجاوز نسبة التمدن فيها الـ 90 في المئة . لكن هذه النسبة المرتفعة لا تعني أبدا تحسنا في مستوى المعيشة ولا حتى تحسنا في المظهر الجمالي للمدينة. فهناك مساحات كبيرة لا زالت عبارة عن مبان فوضوية لا تراعي المعايير المثلى للحياة الحضرية التي أتى من أجلها معظم النازحين.
| ذكور  | فئة عمرية     | إناث |
| ----- | ------------- | ---- |
| 0٫60  | 80 سنة وأكثر  | 0٫73 |
| 1٫68  | 70 إلى 79 سنة | 1٫95 |
| 2٫36  | 60 إلى 69 سنة | 2٫81 |
| 4٫06  | 50 إلى 59 سنة | 4٫22 |
| 6٫04  | 40 إلى 49 سنة | 6٫16 |
| 7٫75  | 30 إلى 39 سنة | 7٫89 |
| 10٫04 | 20 إلى 29 سنة | 9٫93 |
| 9٫09  | 10 إلى 19 سنة | 8٫80 |
| 8٫06  | 0 إلى 9 سنوات | 7٫81 |

| ذكور  | فئة عمرية     | إناث |
| ----- | ------------- | ---- |
| 0٫48  | 80 سنة وأكثر  | 0٫58 |
| 1٫39  | 70 إلى 79 سنة | 1٫57 |
| 2٫14  | 60 إلى 69 سنة | 2٫38 |
| 4٫14  | 50 إلى 59 سنة | 3٫99 |
| 6٫02  | 40 إلى 49 سنة | 6٫07 |
| 7٫4   | 30 إلى 39 سنة | 7٫62 |
| 10٫16 | 20 إلى 29 سنة | 9٫98 |
| 9٫84  | 10 إلى 19 سنة | 9٫51 |
| 8٫51  | 0 إلى 9 سنوات | 8٫18 |

## ثقافة وفنون

### مطبخ

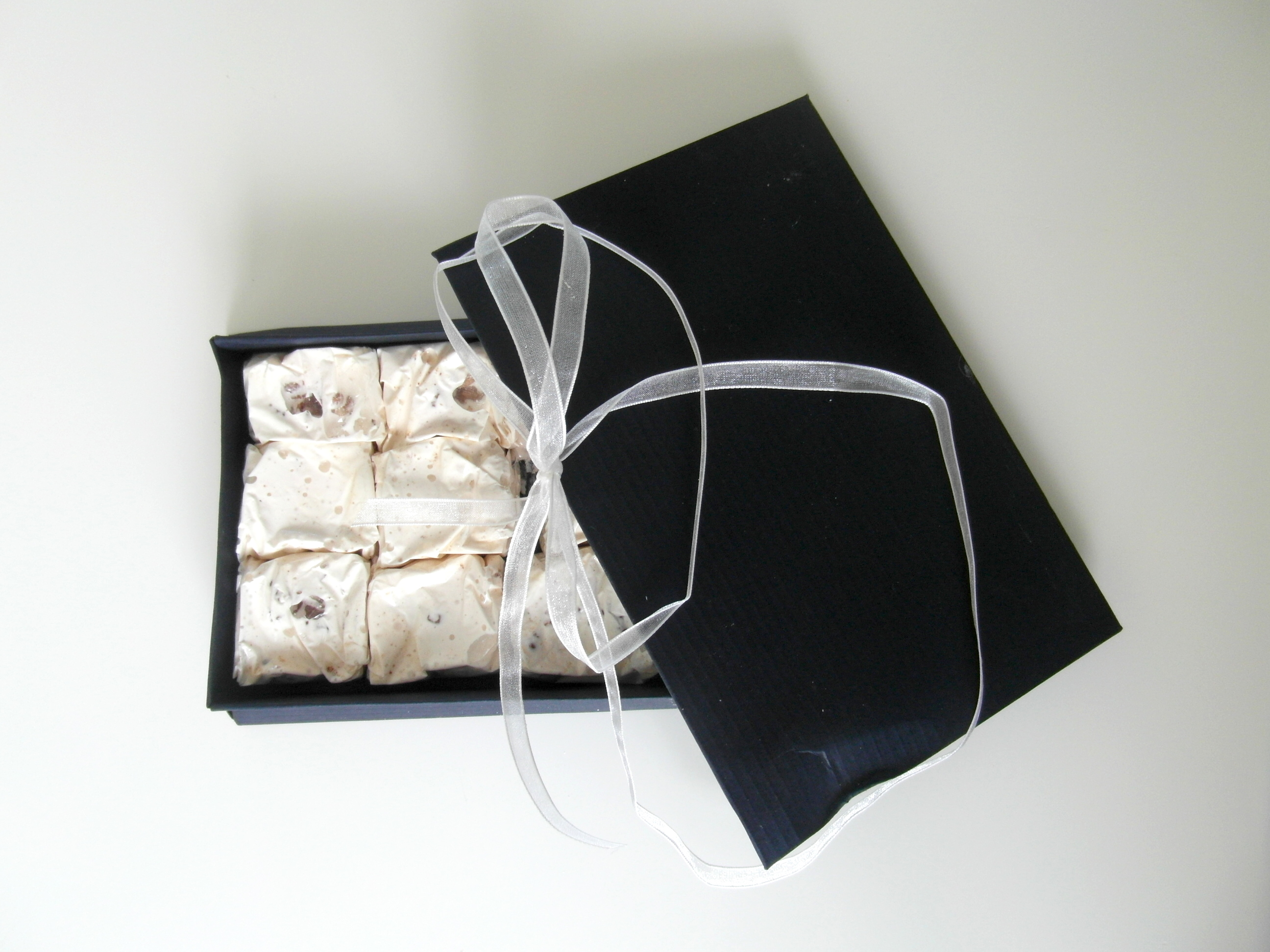
جوزية قسنطينية

يعتبر المطبخ القسنطني من أغنى وأثرى المطابخ في الجزائر يتم تناول مأكولته بشكل خاص خلال شهر رمضان  مثل :طاجين الحلو، طبق مصنوع من الخوخ يضاف إليه اللوز واللحوم مع رشها بالسكر المكرر ، الجاري بالشعيرية في الصلصة البيضاء ، الجاري الفريك ، الشوربة المصنوعة من المجفف ، قمح محمص ومكسر؛ شبح الصفرة وكفتة وحميس وبوراك يوجد بالمدينة مجموعة متنوعة من الكسكس مثل المزيات ، الكسكس بالحنطة السوداء ،الكسكس الأبيض بدون خضروات ، مع اللحم والزلابية ... يمكننا أيضًا أن نذكر العديد من أطباق المعكرونة التي نشأت من قسنطينة ، مثل التريدا ، التليتلي ، الشخشوخة
المعجنات المحلية متنوعة أيضا دعونا نذكر الجوزية  والبقلاوة والغربية وبورك الرنة والبراج ومكرود المقلة ،تتكون الحلوى من فواكه موسمية ومهلبية ، مصنوعة من الحليب ، كريمة الأرز ، السكر وماء الورد

## رياضة
- شباب قسنطينة
- مولودية قسنطينة

## إعلام
- إذاعة سيرتا إف إم
- البحث الحي للإذاعة الجهوية قسنطينة

## التوأمة
هذه المدينة قامت بالتوأمة مع :
- إسطنبول (تركيا)
- سوسة (تونس)
- غرونوبل (فرنسا)
- أبو ظبي (الإمارات العربية المتحدة)
- جدة (المملكة العربية السعودية)
- أصفهان (إيران)
- بغداد (العراق)
- دمشق (سورية)

## أعلام قسنطينة
- سيفاكس: ملك نوميديا
- اسدريبال: ملك نوميديا
- صوبونسبي: أميرة نوميديا
- ماسينيسا: ملك نوميديا
- ميسيبسا: ملك نوميديا
- غاليسا: ملك نوميديا
- مانستبال: ملك نوميديا
- ادر بال: ملك نوميديا
- هيا مسال: ملك نوميديا
- يوغرطة: ملك نوميديا
- أحمد باي: آخر بايات قسنطينة قاوم الاستعمار الفرنسي وهزمه في عدة معارك
- صالح باي: أحد بايات قسنطينة وبايلك الشرق.
- الحسن بن بلقاسم بن باديس: عالم شرع وقاضي
- الشيخ الوزان: عالم ومدرس لأصول الفقه والشريعة تتلمذ عنه الكثير ومنهم محمد بن الكماد
- محمد بن الكماد: عالم وشاعر كان له مسجد بالمدينة يدرس به أصول الدين والسير وقاضي يوم الجمعة
- سيدي بركات المغراوي: (قاض الجمعة)
- أبو الحسن المرواني: عالم وقاضي
- سي احمد بن تفقة: عالم وقاضي
- عيسى بن جلول المغرابي: مؤسس مسجد سوق العصر
- عبد الكريم بن الفقون: عالم ومؤرخ
- أمحمد بن العنتري: باش سيار الداي الأخير لـبايلك قسنطينة الحاج أحمد باي بن محمد الشريف
- سيدي نمديل: ولد قبل 500 سنة وهو جزائري عثماني، علامة إسلامي ورجل وطني.
- عبد الحميد بن باديس: من أكبر فقهاء الجزائر كان له دور كبير في الحفاظ على الهوية الجزائرية الإسلامية.
- مالك بن نبي: مفكر كبير
- يوسف بوغابة: عالم وداعية وفقيه.
- مالك حداد: كاتب معاصر
- رحماني عاشور أحد ابطال الثورة المجيدة
- حسيبة بولمرقة: بطلة عالمية وألمبية في ألعاب القوى 1500م
- رابح بيطاط: أحد رؤساء الجمهورية الجزائرية (1978-1979)
- زيغود يوسف: أحد قيادات ثورة التحرير الجزائرية
- أحلام مستغانمي: كاتبة وأديبة معاصرة
- كاتب ياسين: كاتب وأديب معاصر
- عبد الحميد أبركان: رئيس المنظمة العالمية للصحة (1996-1998) ووزير سابق
- عبد الحميد مهري: سياسي جزائري مخضرم شغل مناصب عدة أطولها الأمين العام لجبهة التحرير الوطني
- عبد الحق طوابي: شاعر وأصغر نائب بالمجلس الشعبي الولائي(2007-2012)
- محمد بتشين: أحد رؤساء جهاز المخابرات الجزائرية (1988-1990)
- مولود حمروش: أحد رؤساء الحكومة الجزائرية (1989-1991)
- زهور ونيسي: كاتبة ووزيرة سابقة
- عبد العزيز زياري: دكتور وسياسي جزائري شغل رئيس للمجلس الشعبي الوطني ومنصب وزير الصحة والسكان واصلاح المستشفيات
- محمد الطاهر فرقاني: فنان
- حكيم دكار: ممثل ومسرحي
- الشاب عزيز: فنان مغني أغتيل في العشرية السوداء من طرف الجماعات الإرهابية
- عبد المالك سلال: الوزير الأول
- شيهاني بشير: شهيد، قيادي في الثورة، عين نائب قائد الولاية الأولى مصطفى بن بوالعيد
- الشهيد حملاوي: فدائي نفذ عدة عمليات تفجيرية وسط مدينة قسنطينة ضد الإستعمار الفرنسي رفقة الشهيدة مريم بوعتورة
- بن عبد المالك رمضان: من أعضاء مجموعة 22، أول قيادي يسقط شهيد في الثورة، استشهد بالغرب الجزائري.
- عبد القادر بن شندرلي: محامي وإعلامي أول جزائري ترافع عن القضية الجزائرية بمقر الأمم المتحدة.
- الصادق حماني: عالم ومثقف من الطراز الأول تقلد عدة مناصب تربوية منها إدارته لثانوية حيحي المكي ومدير جهوي للتربية والتعليم
- أحمد الأنبيري : مؤرخ يوناني استقر بمدينة قسنطينة في الجزائر قبل الاحتلال الفرنسي حيث اعتنق الإسلام وبعدها عمل فيها مترجما لدى السلطات الفرنسية بعد احتلالها لقسنطينة سنة 1837م، ألّف كتابا ضخما عن تاريخ مدينة قسنطينة لا زالت مخطوطة لم تطبع بعد بعنوان «علاج السفينة في بحر قسنطينة».
- بركات بن أحمد القسنطيني: شاعر وناثر صوفي من أهل القرن الخامس عشر الميلادي/ التاسع الهجري.
- بوناح كمال: ولد بقسنطينة سنة 1953، هو دكتور في علم الاجتماع وسياسي جزائري، شغل منصب نائب رئيس مجلس الأمة الجزائري.

## شعارتها
| شعار المدينة قبل الاستقلال | شعار المدينة بعد الاستقلال |

## معرض الصور

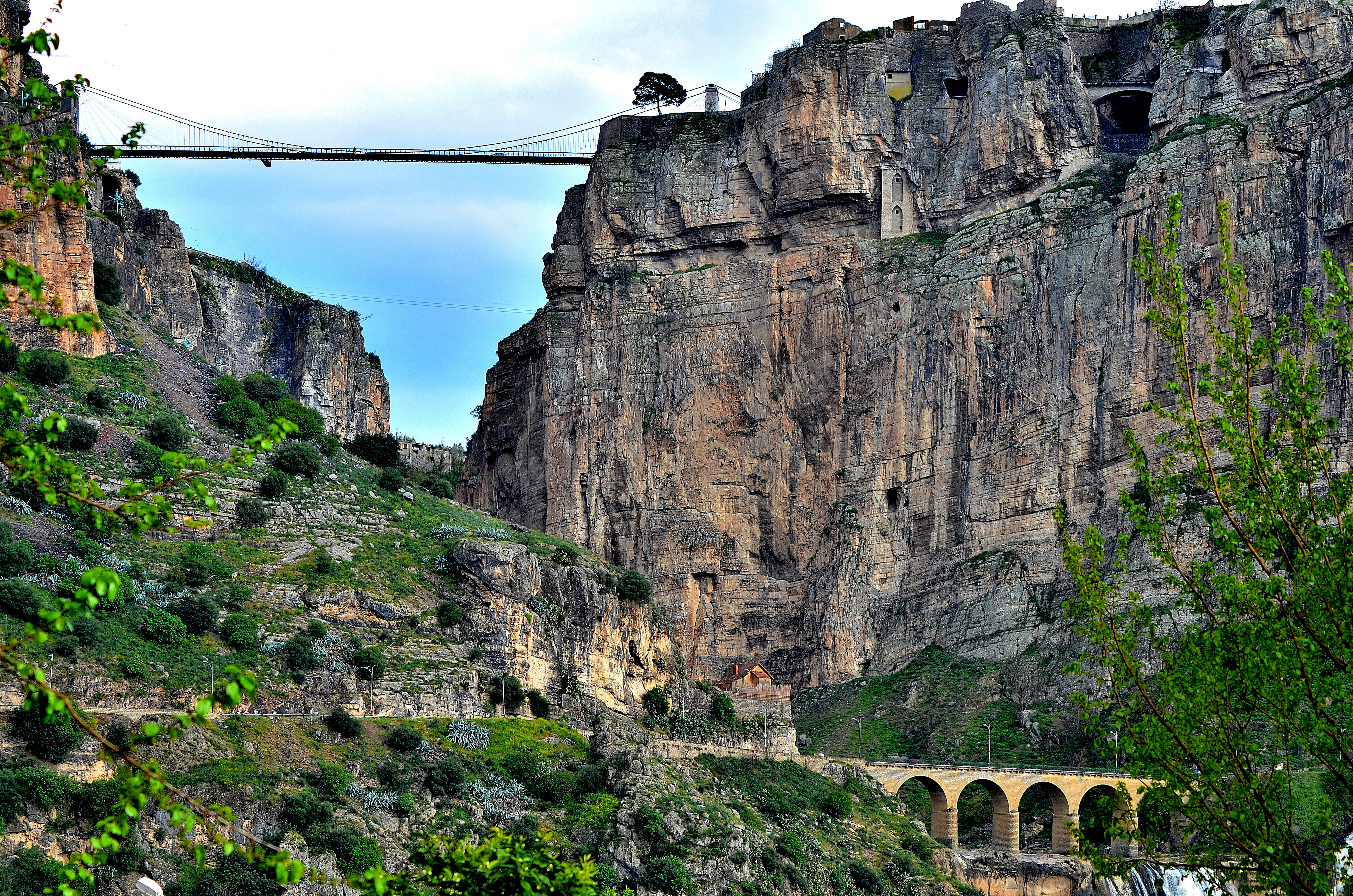
جسر قسنطينة
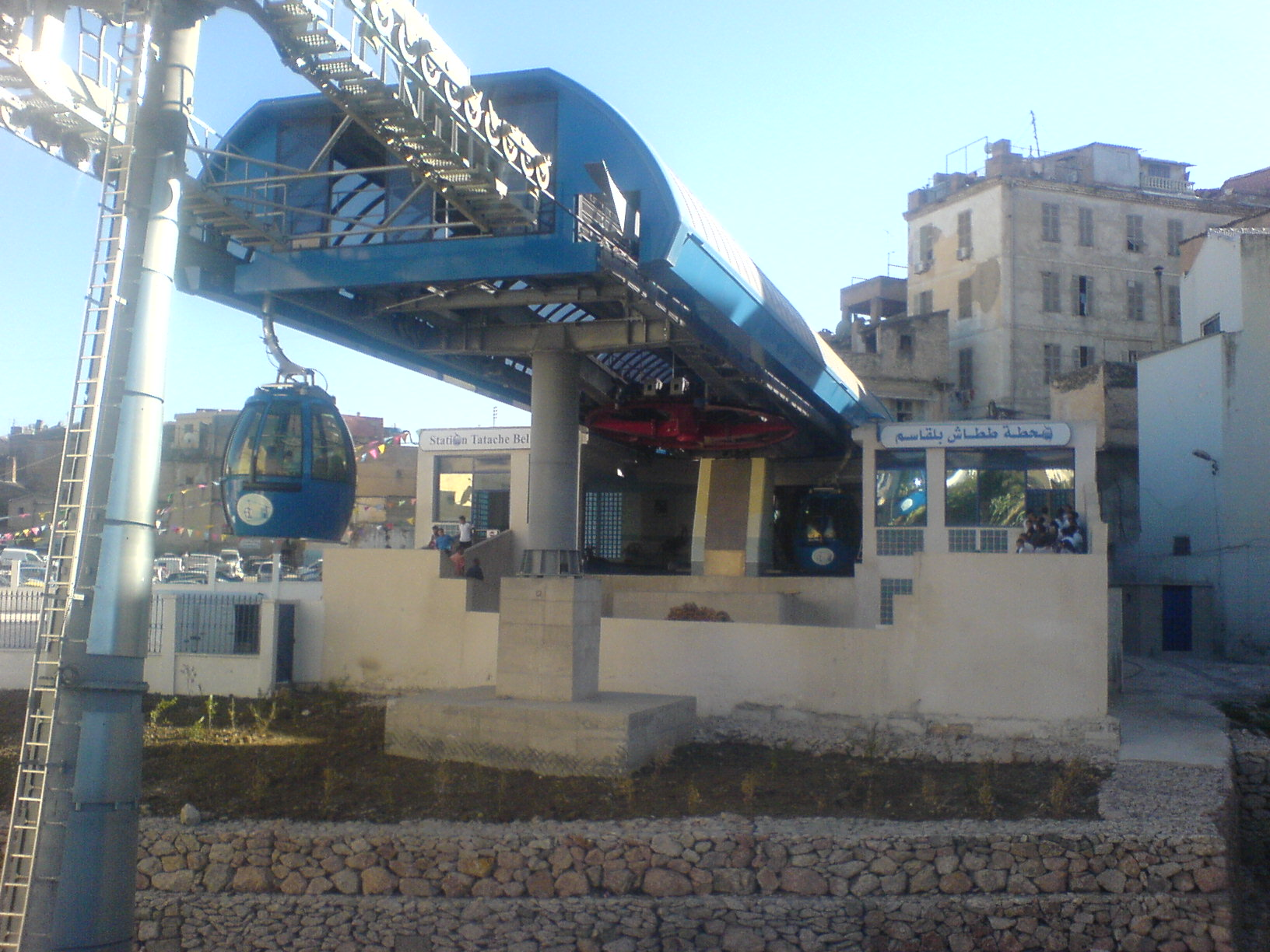
تليفريك قسنطينة
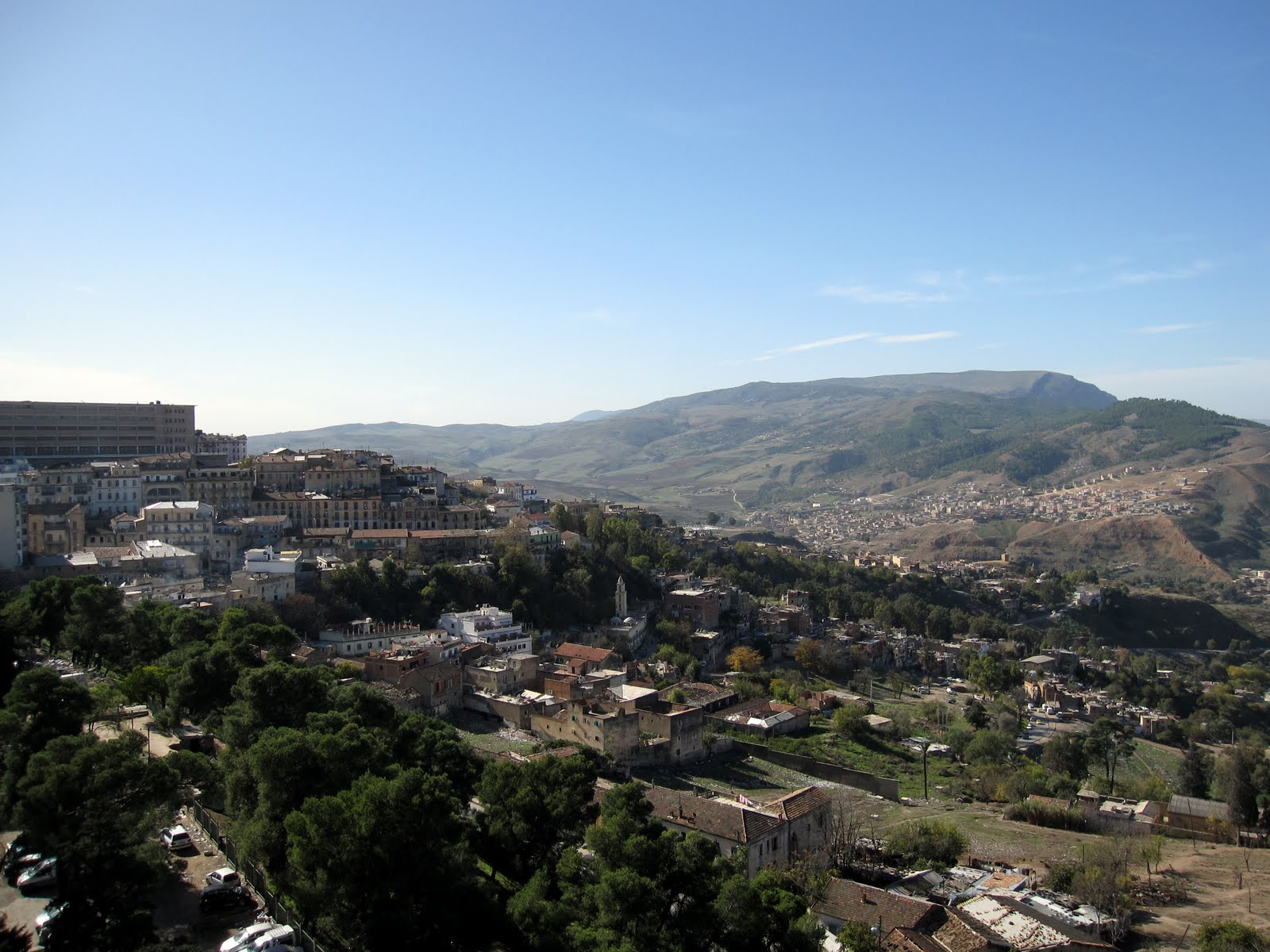
قسنطينة
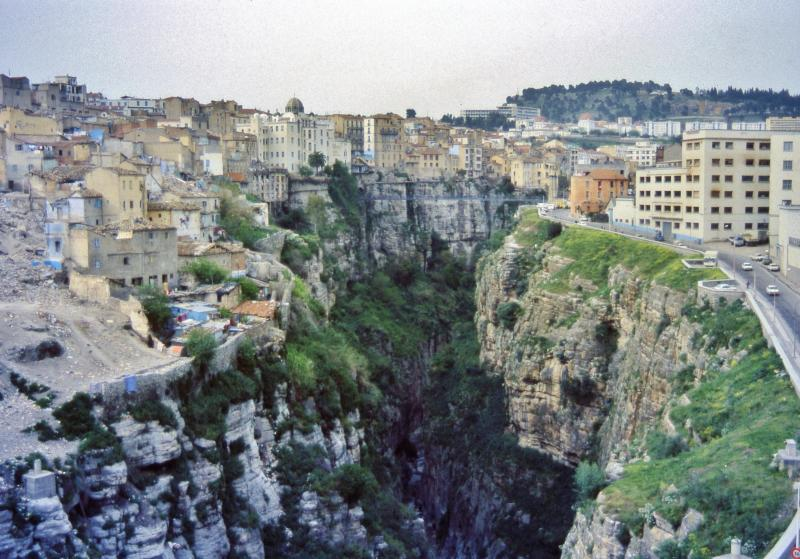
قسنطينة

## مواضيع ذات صلة
- جامعة قسنطينة 1 -منتوري
- جامعة قسنطينة 2- عبد الحميد مهري
- جامعة الأمير عبد القادر للعلوم الإسلامية
- ولاية قسنطينة
- دائرة قسنطينة
- مطار قسنطينة الدولي

## وصلات خارجية
- الموقع الرسمي لولاية قسنطينة
- دار الثقافة قسنطينة
- مديرية التربية لولاية قسنطينة
- مديرية التجارة لولاية قسنطينة
- قسنطينة
- مدينة الجسور المعلقة وعاصمة الشرق الجزائري
- منظر عام، قسطنطين، الجزائر
- المساقط، قسطنطين، الجزائر